# Dr. House/Episodenliste

Logo zur Serie

Die Episodenliste enthält alle Episoden der US-amerikanischen Dramaserie Dr. House, sortiert nach der US-amerikanischen Erstausstrahlung. Zwischen 2004 und 2012 entstanden in acht Staffeln 177 Episoden mit einer Länge von jeweils etwa 43 Minuten.

## Übersicht
| Staffel | Episodenanzahl | Erstausstrahlung USA | Erstausstrahlung USA | Deutschsprachige Erstausstrahlung | Deutschsprachige Erstausstrahlung |
| Staffel | Episodenanzahl | Staffelpremiere      | Staffelfinale        | Staffelpremiere                   | Staffelfinale                     |
| ------- | -------------- | -------------------- | -------------------- | --------------------------------- | --------------------------------- |
| 1       | 22             | 16. November 2004    | 24. Mai 2005         | 1. Mai 2006                       | 10. Oktober 2006                  |
| 2       | 24             | 13. September 2005   | 23. Mai 2006         | 17. Oktober 2006                  | 30. April 2007                    |
| 3       | 24             | 5. September 2006    | 29. Mai 2007         | 29. August 2007                   | 4. Februar 2008                   |
| 4       | 16             | 25. September 2007   | 19. Mai 2008         | 25. August 2008                   | 1. Dezember 2008                  |
| 5       | 24             | 16. September 2008   | 11. Mai 2009         | 23. Februar 2009                  | 21. Dezember 2009                 |
| 6       | 22             | 21. September 2009   | 17. Mai 2010         | 1. April 2010                     | 13. Dezember 2010                 |
| 7       | 23             | 20. September 2010   | 23. Mai 2011         | 24. März 2011                     | 1. Dezember 2011                  |
| 8       | 22             | 3. Oktober 2011      | 21. Mai 2012         | 27. Februar 2012                  | 3. Dezember 2012                  |

## Staffel 1
Die Erstausstrahlung der ersten Staffel war vom 16. November 2004 bis zum 24. Mai 2005 auf dem US-amerikanischen Sender Fox zu sehen. Die deutschsprachige Erstausstrahlung der ersten 6 Folgen sendete der Schweizer Free-TV-Sender SF zwei vom 1. Mai bis zum 5. Juni 2006. Die restlichen 16 Folgen sendete der deutsche Free-TV-Sender RTL vom 20. Juni bis zum 10. Oktober 2006.
| Nr. (ges.) | Nr. (St.) | Deutscher Titel               | Originaltitel        | Erstausstrahlung USA | Deutschsprachige Erstausstrahlung (CH) | Regie                 | Drehbuch                                                    |
| --- | --------- | ----------------------------- | -------------------- | -------------------- | -------------------------------------- | --------------------- | ----------------------------------------------------------- |
| 1 | 1         | Schmerzensgrenzen             | Pilot                | 16. Nov. 2004        | 1. Mai 2006                            | Bryan Singer          | David Shore                                                 |
| Eine Frau wird eingeliefert, weil sie einen Epileptischen Anfall hat. Wilson vermutet zunächst einen Gehirntumor, doch weil er ihn nicht finden kann, überweist er sie an House. Während der Differentialdiagnose werden einige von Houses Charakterzügen deutlich, wie seinen Unwillen, Patienten zu besuchen, die Missachtung von Regeln und Gesetzen und seine „Jeder Mensch lügt“-Theorie. Hauptdiagnose: Neurozystizerkose |           |                               |                      |                      |                                        |                       |                                                             |
| 2 | 2         | Falsche Geschichte            | Paternity            | 23. Nov. 2004        | 8. Mai 2006                            | Peter O’Fallon        | Lawrence Kaplow                                             |
| Ein Junge bricht beim Sport zusammen. Er leidet auch unter Nachtangst. House tippt zuerst auf eine Misshandlung, dann erkennt er körperliche Einschränkungen. Zunächst gehen die Ärzte von Multipler Sklerose aus. Da sein Gehirn zunehmend Schaden nimmt, wird danach eine Syphiliserkrankung in Betracht gezogen. Doch auf die gegebenen Medikamente reagiert er nicht. Eines Abends droht er, vom Dach des Krankenhauses zu springen, da er meint, er stehe auf dem Spielfeld, auf dem er eingangs zusammenbrach. House wettet nun mit seinen Kollegen, dass das Kind nicht von dem Mann ist, der sich als sein Vater ausgibt. Durch einen heimlich durchgeführten DNA-Vergleich zeigt sich, dass auch die Mutter nicht die leibliche Mutter ist. Das Kind wurde adoptiert. House kommt so auf die Idee, die leibliche Mutter des Jungen sei nicht gegen Masern geimpft worden, wodurch sich eine mutierte Form auf den Patienten übertragen hatte, was sich als zutreffend herausstellt. Hauptdiagnose: subakute sklerosierende Panenzephalitis als Komplikation bei Masern |           |                               |                      |                      |                                        |                       |                                                             |
| 3 | 3         | Das Ende danach?              | Occams Razor         | 30. Nov. 2004        | 15. Mai 2006                           | Bryan Singer          | David Shore                                                 |
| Ein Patient wird aufgrund einer Ohnmacht mit Husten, starken Bauchschmerzen und Übelkeit eingeliefert. Bei der Aufnahme wurden zudem ein niedriger Blutdruck und Fieber festgestellt. Nach einem akuten Abfall der Anzahl weißer Blutkörperchen im Blut des Patienten keimt in House der Verdacht auf, dass Brandon an einer Vergiftung durch Colchicin, einem Gichtmedikament, leiden könnte. Eine von House entnommene Haarprobe bestätigt schließlich die Vermutung, obwohl der Patient und dessen Familie die Einnahme des Mittels bestreiten. Es stellt sich heraus, dass der Apotheker bei der vermeintlichen Ausgabe eines Hustenmedikamentes versehentlich Colchicin verkaufte. Hauptdiagnose: Colchicinvergiftung |           |                               |                      |                      |                                        |                       |                                                             |
| 4 | 4         | Nichts hilft                  | Maternity            | 7. Dez. 2004         | 22. Mai 2006                           | Newton Thomas Sigel   | Peter Blake                                                 |
| Nachdem zwei Kinder der Neugeborenenstation identische Symptome zeigen, vermutet House eine Epidemie. Nach zwei weiteren Erkrankungen wird die Station geschlossen und Cuddy lässt auf dieser Abstriche machen, während House und sein Team die Ursache mittels Differentialdiagnose suchen. Hauptdiagnose: Enterovirus |           |                               |                      |                      |                                        |                       |                                                             |
| 5 | 5         | Nur die Braut Christi?        | Damned If You Do     | 14. Dez. 2004        | 29. Mai 2006                           | Greg Yaitanes         | Sara B. Cooper                                              |
| Eine Nonne kommt wegen einer Allergie in die Ambulanz. Nachdem House ihr ein Antiallergikum verabreicht hat, erleidet sie einen Asthmaanfall, weswegen er ihr 0,1 ml Epinephrin spritzt, worauf jedoch ein Herzinfarkt auftritt. Seine Kollegen vermuten, dass er ihr 1 ml gespritzt hat, was einer Überdosis entspricht. Während er die Patientin behandelt, versucht er dies zu widerlegen. Später stellt sich heraus, dass ein von der Patientin häufig konsumierter Tee die Wirkung des Epinephrins verstärkt hat. Hauptdiagnose: Allergie gegen Kupfer |           |                               |                      |                      |                                        |                       |                                                             |
| 6 | 6         | Schizophren?                  | The Socratic Method  | 21. Dez. 2004        | 5. Juni 2006                           | Peter Medak           | John Mankiewicz                                             |
| Eine scheinbar schizophrene Patientin erleidet einen Herzinfarkt. House diagnostiziert bei ihr einen Vitamin-K-Mangel. Nachdem sie ihre Krankheit dem Jugendamt meldet, wird ihr das Sorgerecht für ihren Sohn, der sie bisher immer versorgt hatte, entzogen. House sieht in diesem Verhalten den Beweis, dass sie nicht an Schizophrenie erkrankt ist, und heilt ihre fehldiagnostizierte Wilson-Krankheit, wodurch sie das Sorgerecht wieder zugesprochen bekommt. Hauptdiagnose: Vitamin-K-Mangel und Morbus Wilson |           |                               |                      |                      |                                        |                       |                                                             |
| 7 | 7         | Fremd- und nicht gut gegangen | Fidelity             | 28. Dez. 2004        | 20. Juni 2006                          | Bryan Spicer          | Thomas L. Moran                                             |
| House übernimmt den Fall einer Frau, die nahezu ununterbrochen schläft. Am Ende des differentialdiagnostischen Prozesses steht das Team vor der Wahl, sie gegen Tularämie oder die Schlafkrankheit zu behandeln. Letztere würde jedoch nur passen, wenn sie oder ihr Ehemann einmal fremdgegangen wären. Da beide das abstreiten, wird sie gegen Tularämie behandelt. Nachdem sich ihr Zustand jedoch drastisch verschlechtert, wird klar, dass sie doch an der Afrikanischen Schlafkrankheit leidet. Nachdem die Behandlung dagegen anschlägt, gibt sie zu, mit dem Freund ihres Ehemannes geschlafen zu haben. Hauptdiagnose: Afrikanische Trypanosomiasis |           |                               |                      |                      |                                        |                       |                                                             |
| 8 | 8         | Geiz ist Gift                 | Poison               | 25. Jan. 2005        | 27. Juni 2006                          | Guy Ferland           | Matt Witten                                                 |
| Ein Jugendlicher namens Matt (John Patrick Amedori) bricht in der Schule zusammen. Sein Zustand verschlechtert sich trotz zweier Diagnosen und Therapie-Versuche rasend. Während der Differentialdiagnose wird ein zweiter Junge mit denselben Symptomen eingeliefert. Es stellt sich heraus, dass beide Patienten vollkommen neue Kleidung trugen, als die Symptome auftraten. Ein Schwarzhändler verkaufte sie vor der Schule von einem Lastwagen, auf dem zuvor Pestizide transportiert wurden. Weil die Mutter des Jungen, der zuerst eingeliefert wurde, auf eine Zweitmeinung von der Seuchenschutzbehörde wartet, fälscht House einen Anruf, damit er ihn behandeln darf. Im Ambulanzbereich hat House eine 82-jährige Patientin. Sie erlebt einen neuen Frühling und hat deutlich gesteigerte Lust. Eine Erkrankung, deren Behandlung über 60 Jahre zurückliegt, zeigt einen neuen Schub: die Syphilis. Hauptdiagnose: Phosdrinvergiftung |           |                               |                      |                      |                                        |                       |                                                             |
| 9 | 9         | Leben wider Willen            | DNR                  | 1. Feb. 2005         | 4. Juli 2006                           | Frederick King Keller | David Foster                                                |
| Der begnadete Jazzmusiker John Henry Giles (gespielt von Harry J. Lennix) erleidet während einer Studioaufnahme einen Atemstillstand. Da bei Giles ALS diagnostiziert wurde, die eine Lähmung der Beine verursacht und das Lungenversagen erklärt, stellt er eine Patientenverfügung aus, da die letzte Zeit für ihn eine Tortur war und er keine Chance auf eine Heilung sieht. Während einer Routinebehandlung versagen seine Lungen und das Team von House darf durch die Verfügung keine Reanimation einleiten. House ignoriert diese jedoch und leitet Wiederbelebungsmaßnahmen ein. Durch die Missachtung der Verfügung kann es House nicht weiter verhindern, dass die lebenserhaltenden Maschinen abgeschaltet werden, wodurch der zu erwartende Exitus eintreten müsste. Da dieser widererwartend nicht eintritt, sieht sich House in seiner anfänglichen Vermutung bestätigt, dass die Lähmung der Beine und der Atemstillstand verschiedene Ursachen haben. Durch weitere Untersuchungen und Scans wird eine arteriovenöse Fehlbildung (AVM) diagnostiziert, die an der Wirbelsäule eine Schwellung verursacht, die die Lähmung der Beine bewirkt. Der englische Titel DNR steht für „Do not resuscitate“ (engl. nicht wiederbeleben), eine übliche Aufschrift auf einer Patientenverfügung. Hauptdiagnose: Arteriovenöse Fehlbildung |           |                               |                      |                      |                                        |                       |                                                             |
| 10 | 10        | Letzte Suche                  | Histories            | 8. Feb. 2005         | 11. Juli 2006                          | Dan Attias            | Joel Thompson                                               |
| Wilson nimmt eine Obdachlose auf, die auf der Suche nach einem James zusammengebrochen ist. Weil Foreman sie nicht leiden kann, übernimmt House den Fall. Dem Team fallen einige Comics, die sie gezeichnet hat, in die Hand, in denen ihr Alter Ego, eine Superheldin auf der Suche nach einem James gegen den Bösewicht Mr. Fury kämpfen muss. Foreman sucht ihr altes Zuhause und findet heraus, dass der Mann der Patientin Paul Furior und ihr Sohn James bei einem Autounfall, den sie verursacht hat, ums Leben kamen. Nachdem Foreman, den die Patientin im Fieberwahn für ihren Ehemann hält, ihr vergibt, stirbt sie an den Folgen der Tollwut. Hauptdiagnose: Tuberkulose und Tollwut |           |                               |                      |                      |                                        |                       |                                                             |
| 11 | 11        | Tod aus der Wand              | Detox                | 15. Feb. 2005        | 18. Juli 2006                          | Nelson McCormick      | Lawrence Kaplow & Thomas L. Moran                           |
| Ein 16-Jähriger wird nach einem Autounfall im Krankenhaus aufgenommen. Er leidet unter inneren Blutungen. Gleichzeitig bildet sich ein Gerinnsel in seiner Netzhaut, das ein Auge erblinden lässt. Es steht also eine zu hohe Blutgerinnung gleichzeitig gegen eine zu niedrige. Zunächst denken die Ärzte an eine Hepatitis E Erkrankung oder an Lupus. Da die Leber des Patienten beschädigt wird, wird über eine Transplantation nachgedacht. Diese kann House in letzter Minute abwehren, als er die kürzlich verstorbene Katze der Familie obduziert und bei ihr eine Naphthalinvergiftung korrekt diagnostiziert. Nebenbei wird er von der Chefärztin motiviert, ohne seine Schmerztabletten auszukommen. Dies scheitert jedoch, wodurch er sich seine Sucht eingesteht, meint allerdings, kein Problem damit zu haben. Hauptdiagnose: Naphthalinvergiftung durch Termiten |           |                               |                      |                      |                                        |                       |                                                             |
| 12 | 12        | Schlechter Boden              | Sports Medicine      | 22. Feb. 2005        | 25. Juli 2006                          | Keith Gordon          | John Mankiewicz & David Shore                               |
| Bei den Aufnahmen zu einem Spot gegen Drogen bricht sich ein prominenter Baseballspieler den Wurfarm. Nach Vorwurf des Drogen- und Steroidmissbrauchs behauptet er steif und fest, seit Jahren clean zu sein, zumal seine Frau schwanger ist. Letztendlich stellt sich heraus, dass er sich beim Rauchen von Marihuana an dem darin enthaltenen Cadmium vergiftet hat. Hauptdiagnose: Cadmiumvergiftung |           |                               |                      |                      |                                        |                       |                                                             |
| 13 | 13        | Vaterfluch                    | Cursed               | 1. März 2005         | 1. Aug. 2006                           | Daniel Sackheim       | Matt Witten & Peter Blake                                   |
| Ein Junge wird nach einer Woche hohen Fiebers ins Princeton-Plainsboro Teaching Hospital (kurz PPTH) eingeliefert. Weil sein Vater dem Hospital viel Geld gespendet hat, muss House den Fall übernehmen. Während der Differentialdiagnose taucht plötzlich Chase’ Vater auf. House bemerkt, dass dieser Lungenkrebs im Endstadium hat und erfährt, dass ihm nur noch drei Monate zu leben bleiben. Chase erfährt davon nichts. Das Team findet heraus, dass der Junge sich, als er auf einem alten Dachboden hinfiel, mit Anthrax infiziert hat. Nachdem der Vater des eingelieferten Jungen zwei seltene, nur in Asien vorkommende Krankheiten erwähnt, stellt House zusätzlich die Diagnose Lepra. Der Vater hatte sie bei einer Indienreise eingeschleppt, bei ihm verlief sie jedoch langsam und verursachte nur Schmerzen im Arm, was als Karpaltunnelsyndrom fehldiagnostiziert wurde. Hauptdiagnose: Lepra und Anthrax |           |                               |                      |                      |                                        |                       |                                                             |
| 14 | 14        | Schlank und krank             | Control              | 15. März 2005        | 8. Aug. 2006                           | Randall Zisk          | Lawrence Kaplow                                             |
| Edward Vogler, ein Milliardär, spendet dem Krankenhaus 100 Millionen Dollar unter der Voraussetzung, dass er in den Aufsichtsrat aufgenommen wird. Das Team von House nimmt die CEO eines Modelabels auf. Sie benötigt ein Herztransplantat, doch House findet heraus, dass sie schwere Bulimikerin ist, was sie als Organempfängerin ausschließt. Um ihr trotzdem die Operation zu ermöglichen, belügt House den Transplantatvergabeausschuss, an dem auch Vogler teilnimmt. Er findet heraus, dass House lügt, und kann nach der Transplantation zumindest beweisen, dass er sich bezüglich etwaiger vorhandener psychischer Störungen der Patientin geirrt hat. Hauptdiagnose: Bulimie und durch Ipecacuanhamissbrauch verursachte Herzinsuffizienz |           |                               |                      |                      |                                        |                       |                                                             |
| 15 | 15        | Solche Leute bitte nicht      | Mob Rules            | 22. März 2005        | 15. Aug. 2006                          | Tim Hunter            | David Foster & John Mankiewicz                              |
| Ein Mafioso kollabiert, nachdem er ein Steak gegessen hat und wird ins PPTH eingeliefert, wo er nach einiger Zeit wieder erwacht. Vogler veranlasst die Entlassung des Patienten wegen dessen Hintergrund. Kurze Zeit später wird er jedoch erneut eingeliefert, diesmal wegen eines Leberschadens. Das Team stellt die Diagnose Hepatitis C, die Therapie bewirkt jedoch keine Verbesserung des Zustandes. House findet heraus, dass er ein chinesisches östrogenhaltiges Aphrodisiakum einnahm, das seinen erhöhten Östrogenspiegel erklärt. Nachdem er in ein zweites Koma fällt, findet House heraus, dass der Mafioso vor beiden Komata eiweißreiche Nahrung (Steak) zu sich nahm und diagnostiziert einen erblichen Ornithin-Transcarbamylase-Mangel. Hauptdiagnose: Ornithin-Transcarbamylase-Mangel |           |                               |                      |                      |                                        |                       |                                                             |
| 16 | 16        | Schönheitsirreale             | Heavy                | 29. März 2005        | 22. Aug. 2006                          | Fred Gerber           | Thomas L. Moran                                             |
| Ein stark übergewichtiges zehnjähriges Mädchen bricht während des Sportunterrichtes ohnmächtig zusammen und wird von ihrem Lehrer reanimiert. Nach den üblichen Fehldiagnosen stellt sich ein kleiner Tumor an der Hirnanhangsdrüse als Ursache heraus. Dadurch war auch der Hormonhaushalt des Mädchens durcheinandergeraten, was auch die Ursache für ihr Übergewicht war. Hauptdiagnose: Morbus Cushing |           |                               |                      |                      |                                        |                       |                                                             |
| 17 | 17        | Versteckte Wahrheit           | Role Model           | 12. Apr. 2005        | 29. Aug. 2006                          | Peter O’Fallon        | Matt Witten                                                 |
| Ein dunkelhäutiger Senator bricht auf einer Wahlveranstaltung zusammen. Die Diagnose HIV akzeptiert der Patient nicht. Als Ursache seiner Beschwerden stellt sich Epilepsie und ein vor 30 Jahren dagegen verabreichtes Medikament heraus. Hauptdiagnose: Toxoplasmose, Variables Immundefektsyndrom durch Epstein-Barr-Virus in Verbindung mit Phenytoin |           |                               |                      |                      |                                        |                       |                                                             |
| 18 | 18        | Verluste                      | Babies and Bathwater | 19. Apr. 2005        | 5. Sep. 2006                           | Bill Johnson          | Handlung: Peter Blake Schauspiel: Peter Blake & David Shore |
| Eine hochschwangere Frau hat im Auto einen Blackout und bricht bei der anschließenden Polizeikontrolle ohnmächtig zusammen. Es wird bei ihr ein sehr aggressiver und schnell wachsender Lungenkrebs festgestellt, der nur nach einem Schwangerschaftsabbruch behandelt werden kann. Da die Mutter – was ihr Mann nicht weiß – schon mal ein behindertes Kind hatte, das im Alter von 2 Jahren starb und auf jeden Fall möchte, dass das Kind möglichst weit entwickelt auf die Welt kommt, lehnt dies ab. Sie erleidet eine Embolie, bei der OP kommt es auf die Entscheidung „Mutter oder Kind“ an, die der Ehemann treffen muss. Er entscheidet sich für die Mutter. Bei der OP treten Komplikationen auf und House holt sich vom Vater die Einwilligung für einen Kaiserschnitt. Das Kind kann gerettet werden, die Mutter stirbt. Hauptdiagnose: Lambert-Eaton-Syndrom durch ein Bronchialkarzinom, Lungenembolie |           |                               |                      |                      |                                        |                       |                                                             |
| 19 | 19        | Epidemie                      | Kids                 | 3. Mai 2005          | 12. Sep. 2006                          | Deran Sarafian        | Thomas L. Moran & Lawrence Kaplow                           |
| Eine zwölfjährige Turmspringerin fällt House während einer Meningitis-Epidemieuntersuchung mit einem Ausschlag auf. Jene notfallmäßige Massenuntersuchung löste im Princeton-Plainsboro Hospital ein ziemliches Tohuwabohu aus. Die nötigen Untersuchungen der jungen Patientin Mary Carroll werden z. T. an abenteuerlichen Orten (Flur, Pathologie), vorgenommen, denn Cuddy vermutet, dass sich House eigentlich nur um die Teilnahme an der Massenuntersuchung drücken will. Als Ursache von Marys Leiden stellt sich eine Schwangerschaft heraus, die dann abgebrochen wird. Hauptdiagnose: TTP (Thrombotisch-thrombozytopenische Purpura) durch Schwangerschaft |           |                               |                      |                      |                                        |                       |                                                             |
| 20 | 20        | Liebeshiebe                   | Love Hurts           | 10. Mai 2005         | 19. Sep. 2006                          | Bryan Spicer          | Sara B. Cooper                                              |
| Ein Asiate bricht in der Notaufnahme zusammen. Er ist in eine Domina verliebt, die auch auf Station auftaucht. Die „Würgespiele“ veranlassen die Klinikleitung, ein Hausverbot auszusprechen. Als Ursache für die Beschwerden des Patienten stellt sich ein entzündeter Kieferknochen heraus. Durch ein Koma kann er die nötige OP nicht autorisieren, die Eltern des Patienten verleugnen ihren Sohn aber aus Scham wegen seiner SM-Neigung. Nur House Behauptung, ihr Sohn sei gestorben, lockt sie ins Krankenhaus. Dort erpresst er von den Eltern die Unterschrift für die OP. Hauptdiagnose: Osteomyelitis nach einer Fraktur des Kiefers |           |                               |                      |                      |                                        |                       |                                                             |
| 21 | 21        | Drei Beine                    | Three Stories        | 17. Mai 2005         | 26. Sep. 2006                          | Paris Barclay         | David Shore                                                 |
| House muss in Vertretung eines erkrankten Dozenten eine Vorlesung halten. Um den Studenten die Diagnostik näherzubringen, lässt er sie drei zurückliegende Fälle lösen, bei denen jeweils ein Bein eines Patienten betroffen war. Zunächst geht es um einen Bauern, der bei der Arbeit auf der Weide gebissen wurde, scheinbar von einer giftigen Schlange. Als ihm ein Anti-Gift gegeben wird, kommt es zu einer allergischen Reaktion. Fall Nummer zwei dreht sich um eine Volleyballspielerin, bei der eine Sehnenentzündung vermutet wird. Der dritte Patient wird als Carmen Electra präsentiert, die bei einer Runde Miniatur-Golf plötzlichen Schmerz verspürt. Als sich aber der Vortrag weiter entwickelt, handelt es sich mit einem Mal um einen männlichen Golfer. Bei diesem Patienten wird offenbar die Identität bewusst verschleiert, denn es handelt sich um Gregory House selbst. In dieser Episode wird die Ursache für Dr. Houses Gebrechen ausführlich erklärt, es ging um einen „Muskeltod“ im Oberschenkel und um eine empfohlene Amputation. In einer Nebenhandlung zu den „drei Beinen“ mit ihren vielen Rückblenden bittet in der Gegenwart Houses ehemalige Freundin Stacy ihn, ihren jetzigen Mann zu behandeln. Nach langem Zögern stimmt er zu. Hauptdiagnose: Nekrotisierende Fasziitis durch Hundebiss / Osteosarkom / Infarkt im Oberschenkel (beim Patienten Gregory House damals diagnostiziert) Nebendiagnose: Bleivergiftung (Dr. Riley) |           |                               |                      |                      |                                        |                       |                                                             |
| 22 | 22        | Risiken                       | The Honeymoon        | 24. Mai 2005         | 10. Okt. 2006                          | Frederick King Keller | Lawrence Kaplow & John Mankiewicz                           |
| House will Stacys Bitte nachkommen, ihren Mann Mark zu diagnostizieren. Nach seiner Rettung benötigt Mark jedoch eine mehrwöchige Reha, sodass Stacy nach Princeton zieht und eine Stelle als Juristin im Krankenhaus annimmt. Hauptdiagnose: Akute intermittierende Porphyrie |           |                               |                      |                      |                                        |                       |                                                             |

## Staffel 2
Die Erstausstrahlung der zweiten Staffel war vom 13. September 2005 bis zum 23. Mai 2006 auf dem US-amerikanischen Sender Fox zu sehen. Die deutschsprachige Erstausstrahlung der ersten 9 Folgen sendete der deutsche Free-TV-Sender RTL vom 17. Oktober bis zum 12. Dezember 2006. Die restlichen 15 Folgen sendete der Schweizer Free-TV-Sender SF zwei vom 22. Januar bis zum 30. April 2007.
| Nr. (ges.) | Nr. (St.) | Deutscher Titel               | Originaltitel          | Erstausstrahlung USA | Deutschsprachige Erstausstrahlung (D/CH) | Regie             | Drehbuch                                                                                         |
| --- | --------- | ----------------------------- | ---------------------- | -------------------- | ---------------------------------------- | ----------------- | ------------------------------------------------------------------------------------------------ |
| 23 | 1         | Ihr, ich und Hippokrates      | Acceptance             | 13. Sep. 2005        | 17. Okt. 2006                            | Dan Attias        | Russel Friend & Garrett Lerner                                                                   |
| Ein Gefängnisinsasse (gespielt von LL Cool J) aus dem Todestrakt erleidet einen Kollaps infolge einer Tachykardie mit Luft im Herzen, die von Halluzinationen begleitet waren, welche er aber zunächst verschweigt. Dr. Cameron muss sich mit einer Patientin befassen, die Lungenkrebs hat. Die Ärztin weigert sich aber, dieses Todesurteil für ihre Patientin zu akzeptieren (daher der englische Titel). Dr. House sieht in diesem Fall nichts zu diagnostizieren und verweist Cameron auf in manchen Kreise genannte Folge des Umgangs mit solchen schweren Nachrichten: 1. denial, 2. anger, 3. bargaining, 4. depression, 5. acceptance. Überraschenderweise ist es die Ärztin selber, die die Krankheit zuerst leugnet (1), dann zornig wird (2) und im Anschluss versucht, noch etwas „herauszuhandeln“ (3), bevor sie die Diagnose akzeptiert. Hauptdiagnose: Methanolvergiftung und Phäochromozytom (Clarence) |           |                               |                        |                      |                                          |                   |                                                                                                  |
| 24 | 2         | Autopsie                      | Autopsy                | 20. Sep. 2005        | 24. Okt. 2006                            | Deran Sarafian    | Lawrence Kaplow                                                                                  |
| Die neunjährige Andi wird mit Halluzinationen ins Princeton-Plainsboro Teaching Hospital eingeliefert. House nimmt sich des Falles an, da die Patientin außerdem an unheilbarem Krebs erkrankt ist und er es faszinierend findet, wie stark sie ist; er hält dies für ein Symptom und will das beweisen. Am Ende sieht man, dass Andis positive Lebenseinstellung auf House abgefärbt haben könnte. Hauptdiagnose: Thrombus im Gehirn, alveoläres Rhabdomyosarkom |           |                               |                        |                      |                                          |                   |                                                                                                  |
| 25 | 3         | Irrtum                        | Humpty Dumpty          | 27. Sep. 2005        | 31. Okt. 2006                            | Dan Attias        | Matt Witten                                                                                      |
| Lisa Cuddys Aushilfs-Handwerker Alfredo stürzt von ihrem Dach und wird ins Krankenhaus gebracht. Zwei seiner Finger beginnen zu verfaulen – und bald geht es um seine ganze Hand. Dr. Cuddy möchte sie um jeden Preis retten, denn der junge Alfredo muss mit seiner Arbeit seine Familie unterstützen, den jüngeren Bruder und die Mutter. Hauptdiagnose: Endokarditis und Pneumonie durch Ornithose |           |                               |                        |                      |                                          |                   |                                                                                                  |
| 26 | 4         | Mehr Sein als Schein          | TB or Not TB           | 1. Nov. 2005         | 7. Nov. 2006                             | Peter O’Fallon    | David Foster                                                                                     |
| Dr. Sebastian kämpft in Afrika gegen Tuberkulose und vermutet die Krankheit nun auch bei sich selbst, weshalb er sich bei House behandeln lassen möchte. Hauptdiagnose: Nesidioblastom, Tuberkulose |           |                               |                        |                      |                                          |                   |                                                                                                  |
| 27 | 5         | Söhne & Väter                 | Daddy’s Boy            | 8. Nov. 2005         | 14. Nov. 2006                            | Greg Yaitanes     | Thomas L. Moran                                                                                  |
| Ein junger College-Abgänger bricht zusammen. Da zwischen ihm und seinem Vater Misstrauen herrscht, kann eine Diagnose nur gelingen, wenn der Vater nicht in der Nähe seines Sohnes ist und dieser offen sprechen kann. Hauptdiagnose: Kavernöses Hämangiom im Rückenmark und Strahlenkrankheit |           |                               |                        |                      |                                          |                   |                                                                                                  |
| 28 | 6         | Tanz ums Feuer                | Spin                   | 15. Nov. 2005        | 21. Nov. 2006                            | Fred Gerber       | Sara Hess                                                                                        |
| Profi-Radrennfahrer Jeff Hastert bricht bei einem Rennen zusammen. Das Überraschende für House ist, dass er offen sein Blutdoping gesteht. Seine Atemnot ist weder von einem Blutgerinnsel noch einem Ödem verursacht worden. Sein Doping wird jedoch trotzdem für seine Erkrankung verantwortlich sein. Hauptdiagnose: Luftembolie, sowie Myasthenia gravis pseudoparalytica als Folge eines Thymoms |           |                               |                        |                      |                                          |                   |                                                                                                  |
| 29 | 7         | Auf der Jagd                  | Hunting                | 22. Nov. 2005        | 28. Nov. 2006                            | Gloria Muzio      | Liz Friedman                                                                                     |
| House übernimmt den Fall eines schwerkranken AIDS-Patienten, der ihn sogar bis nach Hause verfolgt, um von ihm behandelt zu werden. Cameron muss außerdem befürchten von House’ Patienten mit HIV angesteckt geworden zu sein. Gleichzeitig kann House nicht glauben, dass Stacy ihn nicht mehr liebt, weshalb er ihre Nähe sucht. Hauptdiagnose: Herzbeuteltamponade und Zystische Echinokokkose |           |                               |                        |                      |                                          |                   |                                                                                                  |
| 30 | 8         | Fehlverhalten                 | The Mistake            | 29. Nov. 2005        | 5. Dez. 2006                             | David Semel       | Peter Blake                                                                                      |
| Dr. Chase muss sich vor einem Disziplinarausschuss verteidigen, da eine Patientin aufgrund eines Fehlers gestorben ist. Im Rückblick wird erzählt wie es dazu kam. Doch auch auf Dr. House werden negative Auswirkungen des Falls zukommen. Hauptdiagnose: Morbus Behçet, perforiertes Magengeschwür, Sepsis, Hepatozelluläres Karzinom als Folge von Hepatitis C |           |                               |                        |                      |                                          |                   |                                                                                                  |
| 31 | 9         | Lug und Trug                  | Deception              | 13. Dez. 2005        | 12. Dez. 2006                            | Deran Sarafian    | Michael R. Perry                                                                                 |
| In einem Wettbüro bricht eine Frau zusammen. House, der zufällig auch anwesend ist, lässt sie ins Princeton-Plainsboro Krankenhaus einliefern. Die Widersprüche bei der Diagnostik bringen Cameron dazu, das Münchhausen-Syndrom zu diagnostizieren. Dies zu bestätigen wird jedoch erschwert, da House seinem neuen Vorgesetzten Foreman das Leben schwer machen will. Hauptdiagnose: Münchhausen-Syndrom, Medikamentöses Cushing-Syndrom und Clostridium-perfringens-Infektion |           |                               |                        |                      |                                          |                   |                                                                                                  |
| 32 | 10        | Ferndiagnose                  | Failure to Communicate | 10. Jan. 2006        | 22. Jan. 2007                            | Jace Alexander    | Doris Egan                                                                                       |
| Ein bekannter Journalist bricht bei einer Ansprache zusammen und kann, da er sich dabei den Kopf gestoßen hat, nicht mehr richtig sprechen: er vertauscht sämtliche Wörter, es scheint als haben diese andere Bedeutungen für ihn bekommen. Die Diagnose wird erschwert, da House aufgrund eines Schneesturms am Flughafen von Baltimore mit Stacy festsitzt. Im dortigen Hotelzimmer kommen sich die beiden näher. Hauptdiagnose: Bipolare Störung, Aphasie aufgrund von zerebraler Malaria |           |                               |                        |                      |                                          |                   |                                                                                                  |
| 33 | 11        | Absagen                       | Need to Know           | 7. Feb. 2006         | 29. Jan. 2007                            | David Semel       | Pamela Davis                                                                                     |
| Eine besonders perfekte, sozial engagierte Hausfrau und Mutter bekommt plötzlich unkontrollierbare Zuckungen und wird später auch noch paranoid. Erschwert wird ihre Behandlung dadurch, dass sie weder zu ihrem Mann noch zu den Ärzten ehrlich ist, was den Wunsch des Paares nach einem weiteren Kind und die Hormontherapie betrifft. Die Affäre zwischen House und Stacy belastet zusätzlich die Diagnose, und Cameron muss sich dem Ergebnis ihres HIV-Tests stellen. Hauptdiagnose: Ritalinmissbrauch, hepatozelluläres Adenom (gutartiger Tumor der Leber) durch Einnahme der Antibabypille |           |                               |                        |                      |                                          |                   |                                                                                                  |
| 34 | 12        | Resultate mit Geduld          | Distractions           | 14. Feb. 2006        | 5. Feb. 2007                             | Dan Attias        | Lawrence Kaplow                                                                                  |
| Der sechzehnjährige Adam hat beim Quadfahren einen Unfall und erleidet schwere Verbrennungen. Sein Herz droht zu versagen, doch aufgrund der stark verbrannten Haut können die Ärzte kein EKG erstellen. Mit einem antiquierten Instrument möchte House trotzdem der Krankheit auf die Schliche kommen, um den Jungen zu heilen. Er wird aber durch einen alten Rivalen von seiner Hauptaufgabe abgelenkt. Hauptdiagnose: Subarachnoidalblutung, Serotoninsyndrom |           |                               |                        |                      |                                          |                   |                                                                                                  |
| 35 | 13        | Kratzer im Lack               | Skin Deep              | 20. Feb. 2006        | 12. Feb. 2007                            | Jim Hayman        | Handlung: Russel Friend & Garrett Lerner Schauspiel: Russel Friend, Garrett Lerner & David Shore |
| Ein junges Supermodel bricht auf dem Laufsteg zusammen. House behandelt sie und stößt dabei auf eine schlimme Wahrheit. Hauptdiagnose: Paraneoplastisches Syndrom durch Hodenkrebs, Pseudohermaphroditismus bzw. Komplette Androgenresistenz |           |                               |                        |                      |                                          |                   |                                                                                                  |
| 36 | 14        | Sex wird unterschätzt         | Sex Kills              | 7. März 2006         | 19. Feb. 2007                            | David Semel       | Matt Witten                                                                                      |
| Ein älterer Herr erlebt einen totalen Filmriss. Im Princeton-Plainsboro Krankenhaus stellt sich heraus, dass er ein neues Herz braucht, doch die Organe der einzigen in Frage kommenden Spenderin sind nicht zur Transplantation freigegeben, da sie noch eine Krankheit hat. House muss die bereits tote Frau also zuerst heilen, um die Organe transplantieren zu können. Hauptdiagnose: Myokardinfarkt durch Brucellose, Transplantation des Herzens einer Gonorrhoe-Patientin |           |                               |                        |                      |                                          |                   |                                                                                                  |
| 37 | 15        | Böses Spiel                   | Clueless               | 28. März 2006        | 26. Feb. 2007                            | Deran Sarafian    | Thomas L. Moran                                                                                  |
| Ein Ehepaar lebt in seinem Schlafzimmer eine Vergewaltigungsphantasie aus, bei der der Ehemann mit Atemnot zusammenbricht und zu House ins Princeton-Plainsboro Krankenhaus eingeliefert wird. Es stellt sich schließlich heraus, dass ebendieser von seiner eigenen Ehefrau absichtlich mit dem Arthritismittel Gold-Natriumthiomalat vergiftet wurde. Hauptdiagnose: Goldvergiftung |           |                               |                        |                      |                                          |                   |                                                                                                  |
| 38 | 16        | Sicher genug?                 | Safe                   | 4. Apr. 2006         | 5. März 2007                             | Felix Alcala      | Peter Blake                                                                                      |
| Eine junge Transplantationspatientin hat eine allergische Reaktion mit anschließendem Herzversagen. House ist besessen von seiner Theorie und bringt die Patientin damit an den Rande des Todes. Das Zusammenleben mit Wilson dagegen spitzt sich in gegenseitigen Streichen zu. Hauptdiagnose: Zeckenparalyse |           |                               |                        |                      |                                          |                   |                                                                                                  |
| 39 | 17        | In Not                        | All In                 | 11. Apr. 2006        | 12. März 2007                            | Fred Gerber       | David Foster                                                                                     |
| „All in“ ist ein Pokerbegriff. Das Hospital veranstaltet einen großen Pokerabend zum Sammeln von Spenden. Ein Junge wird mit blutigem Durchfall in die Notaufnahme eingeliefert. Der Fall weckt House’ Interesse. Er zieht Parallelen zu einem alten Fall einer 73-jährigen Patientin, die trotz seiner Bemühungen nach schnellem Verlauf verstarb. Er vermutete eine extrem seltene Krankheit, durfte seinen Verdacht aber nicht per Autopsie überprüfen. Im weiteren Fortgang halten ihn alle Ärzte seiner Umgebung für in gefährlicher Weise besessen von seiner Idee; seine Chefin Dr. Cuddy, die eigentlich die Ärztin des Jungen ist, verbietet ihm schließlich sogar, sich dem Jungen zu nähern. Hauptdiagnose: Erdheim-Chester-Erkrankung |           |                               |                        |                      |                                          |                   |                                                                                                  |
| 40 | 18        | Wirtswechsel                  | Sleeping Dogs Lie      | 18. Apr. 2006        | 19. März 2007                            | Greg Yaitanes     | Sara Hess                                                                                        |
| Die Patientin Hannah hat schon seit Tagen nicht mehr schlafen können, selbst mit einer ganzen Dose Schlaftabletten. House und sein Team bringt dies in ein moralisches Dilemma, denn sie kann nur durch eine Organspende ihrer Freundin gerettet werden, doch diese weiß nichts davon, dass Hannah schon lange keine Gefühle mehr für ihre Freundin hat. Hauptdiagnose: Beulenpest |           |                               |                        |                      |                                          |                   |                                                                                                  |
| 41 | 19        | Wunderland                    | House vs. God          | 25. Apr. 2006        | 26. März 2007                            | John F. Showalter | Doris Egan                                                                                       |
| Ein junger Wunderheiler kommt selbst mit Unterleibskrämpfen ins Krankenhaus. Während er behandelt wird, heilt er eine Krebspatientin Wilsons, woran House jedoch nicht glaubt. House lässt sich somit auf einen Wettstreit mit Gott ein, da er nicht an die Wunderheilungen glaubt. Hauptdiagnose: Herpes-simplex-Enzephalitis und zufällige Krebsbehandlung durch Viren |           |                               |                        |                      |                                          |                   |                                                                                                  |
| 42 | 20        | Schlechter Scherz – Teil 1    | Euphoria (1)           | 2. Mai 2006          | 2. Apr. 2007                             | Deran Sarafian    | Matthew V. Lewis                                                                                 |
| Ein Polizist wird mit Schussverletzungen ins Princeton-Plainsboro eingeliefert. Trotz eindeutiger Schmerzen hört er nicht auf zu lachen. Nachdem er die Wohnung des Kranken untersucht hat, in der sich sogar eine kleine Marihuana-Plantage befindet, erkrankt Foreman ebenfalls. Als der Kranke schließlich ins Koma fällt, setzt House alles daran, dies nicht auch bei seinem Arzt geschehen zu lassen. Hauptdiagnose: Legionärskrankheit, weiterhin wird keine Diagnose gefunden. |           |                               |                        |                      |                                          |                   |                                                                                                  |
| 43 | 21        | Schlechter Scherz – Teil 2    | Euphoria (2)           | 3. Mai 2006          | 9. Apr. 2007                             | Deran Sarafian    | Russel Friend, Garrett Lerner & David Shore                                                      |
| Nachdem der lachende Polizist gestorben ist, steht es auch um Foreman immer schlechter. House setzt alles daran, um Foreman eine Hirnbiopsie zu ersparen. Hauptdiagnose: primäre Amöbenmeningoenzephalitis durch Naegleria fowleri |           |                               |                        |                      |                                          |                   |                                                                                                  |
| 44 | 22        | Ein Problem ist nur das Leben | Forever                | 9. Mai 2006          | 16. Apr. 2007                            | Daniel Sackheim   | Liz Friedman                                                                                     |
| Eine junge Mutter erleidet einen depressiven Anfall, während sie mit ihrem Baby badet. Nur durch Zufall merkt der Ehemann dies und kann beide retten, doch die Behandlung der beiden bei House führt dann zu emotionalen und medizinischen Komplikationen. Hauptdiagnose: Zöliakie-assoziiertes T-Zell-Lymphom |           |                               |                        |                      |                                          |                   |                                                                                                  |
| 45 | 23        | Wer wird Vater?               | Who’s Your Daddy?      | 16. Mai 2006         | 23. Apr. 2007                            | Martha Mitchell   | Handlung: Charles M. Duncan & John Mankiewicz Schauspiel: John Mankiewicz & Lawrence Kaplow      |
| Crandall, ein alter Bekannter von Dr. House, liefert seine Tochter ins Krankenhaus ein, nachdem diese während eines Flugs Halluzinationen hat. Leona überlebte nur knapp den Hurrikan Katrina in New Orleans, bei dem sie ihre Mutter verlor. Hauptdiagnose: Zygomykose, Hämochromatose |           |                               |                        |                      |                                          |                   |                                                                                                  |
| 46 | 24        | Widerspiel                    | No Reason              | 23. Mai 2006         | 30. Apr. 2007                            | David Shore       | Handlung: Lawrence Kaplow & David Shore Schauspiel: David Shore                                  |
| Der Ehemann einer ehemaligen Patientin schießt Dr. House nieder als Strafe für den Selbstmord seiner Frau. Auf der Intensivstation muss sich House dann ein Zimmer mit seinem ebenfalls angeschossenen Attentäter teilen. Hauptdiagnose: Halluzination infolge einer Schussverletzung (von House bei ihm selbst diagnostiziert) |           |                               |                        |                      |                                          |                   |                                                                                                  |

## Staffel 3
Die Erstausstrahlung der dritten Staffel war vom 5. September 2006 bis zum 29. Mai 2007 auf dem US-amerikanischen Sender Fox zu sehen. Die deutschsprachige Erstausstrahlung der ersten 2 Folgen sendete der österreichische Free-TV-Sender ORF 1 vom 29. August bis zum 6. September 2007. Die restlichen 22 Folgen sendete der Schweizer Free-TV-Sender SF zwei vom 10. September 2007 bis zum 4. Februar 2008.
| Nr. (ges.) | Nr. (St.) | Deutscher Titel                 | Originaltitel          | Erstausstrahlung USA | Deutschsprachige Erstausstrahlung (A/CH) | Regie               | Drehbuch |
| --- | --------- | ------------------------------- | ---------------------- | -------------------- | ---------------------------------------- | ------------------- | --- |
| 47 | 1         | Einer gegen alle                | Meaning                | 5. Sep. 2006         | 29. Aug. 2007                            | Deran Sarafian      | Handlung: Russel Friend, Garrett Lerner, Lawrence Kaplow & David Shore Schauspiel: Lawrence Kaplow & David Shore  |
| Ein Rollstuhlfahrer fährt mit Absicht in einen Pool. House erholt sich zwar gerade noch von seinen Schussverletzungen, arbeitet aber trotzdem schon wieder an diesem neuen Fall. Das Team jedoch zweifelt an seiner Urteilsfähigkeit. Hauptdiagnose: Nebennierenrindeninsuffizienz (Richard) und Skorbut (Caren) |           |                                 |                        |                      |                                          |                     | |
| 48 | 2         | Zu den Sternen?                 | Cane & Able            | 12. Sep. 2006        | 6. Sep. 2007                             | Daniel Sackheim     | Handlung: Russel Friend, Garrett Lerner, Lawrence Kaplow & David Shore Schauspiel: Russel Friend & Garrett Lerner |
| Der kleine Clancy behauptet, dass er von Außerirdischen entführt werden soll. Dr. House kann jedoch eine sehr irdische Diagnose für die Wahnvorstellungen des Jungen finden. Hauptdiagnose: Chimärismus |           |                                 |                        |                      |                                          |                     | |
| 49 | 3         | Heimgang                        | Informed Consent       | 19. Sep. 2006        | 10. Sep. 2007                            | Laura Innes         | David Foster |
| Der bekannte Forscher Ezra Powell hat aus unerklärlichen Gründen Wasser in der Lunge. Er möchte deshalb sterben, doch House darf diesem Wunsch nicht nachkommen. Hauptdiagnose: Amyloidose (Typ AA) |           |                                 |                        |                      |                                          |                     | |
| 50 | 4         | Sandkastenspiele                | Lines in the Sand      | 26. Sep. 2006        | 17. Sep. 2007                            | Newton Thomas Sigel | David Hoselton |
| Der kleine, stark autistische Adam schreit ständig und zeichnet Wellenlinien bei allem was er sieht. Durch Zufall gerät House auf die richtige Fährte bei der Diagnose der Krankheit. Hauptdiagnose: Baylisascariose |           |                                 |                        |                      |                                          |                     | |
| 51 | 5         | Konsequenzen                    | Fools for Love         | 31. Okt. 2006        | 24. Sep. 2007                            | David Platt         | Peter Blake |
| Bei einem Raubüberfall bricht Tracy zusammen, da sie nicht mehr richtig atmen kann. Ihr Zustand verschlechtert sich erheblich, und parallel entwickelt ihr Ehemann Jeremy ganz ähnliche Symptome. Da alle Hypothesen über umweltbedingte Erkrankungen oder Infektionskrankheiten schließlich verworfen werden müssen, muss ein genetischer Defekt der Verursacher sein – allerdings ist von einer sehr seltenen Erbkrankheit die Rede. Während seiner Dienststunde im „Clinic“-Bereich (der offenen Ambulanz des PPTH) legt sich House außerdem mit einem Patienten an, was für beide unangenehme Folgen hat. Hauptdiagnose: Hereditäres Angioödem |           |                                 |                        |                      |                                          |                     | |
| 52 | 6         | Que Será Será                   | Que Será Será          | 7. Nov. 2006         | 1. Okt. 2007                             | Deran Sarafian      | Thomas L. Moran                                                                                                   |
| Der 600 Pfund schwere George wird schon für tot gehalten, dabei lag er nur in einem Koma; außerdem weigert er sich, den Grund für seine Krankheit in seinem starken Übergewicht zu sehen. House muss derweil ins Gefängnis, da er sich mit dem falschen Patienten angelegt hat: Einem Polizisten. Hauptdiagnose: Durch Bronchialkarzinom ausgelöstes Paraneoplastisches Syndrom |           |                                 |                        |                      |                                          |                     | |
| 53 | 7         | Koma-Mann & Sohn                | Son of a Coma Guy      | 14. Nov. 2006        | 8. Okt. 2007                             | Dan Attias          | Doris Egan |
| Kyle besucht seinen komatösen Vater. Dabei bricht er todkrank zusammen und kommt in House’ Behandlung. Um ihn retten zu können, will House den Vater ins Leben zurückholen. Hauptdiagnose: MERRF-Syndrom, Kardiomyopathie |           |                                 |                        |                      |                                          |                     | |
| 54 | 8         | Zwietracht                      | Whac-A-Mole            | 21. Nov. 2006        | 15. Okt. 2007                            | Daniel Sackheim     | Pamela Davis |
| House wird weiterhin von Detective Michael Tritter verfolgt, der vermutet, House handle mit Vicodin. Der englische Titel Whac-A-Mole bezieht sich auf ein Spiel, bei dem man einen plötzlich aus seinen Hügeln schauenden und rasch wieder verschwindenden Maulwurf schlagen muss. Der Patient in dieser Folge ist ein 18-Jähriger, der für seine beiden Geschwister (11 und 8) die Vaterrolle übernommen hat, da die drei Vollwaisen sind. Hauptdiagnose: Hepatitis A, Septische Granulomatose |           |                                 |                        |                      |                                          |                     | |
| 55 | 9         | Judas?                          | Finding Judas          | 28. Nov. 2006        | 22. Okt. 2007                            | Deran Sarafian      | Sara Hess |
| In dieser Episode sind House, sein Team, sein Kollege Wilson und seine Chefin Cuddy einer verschärften Verfolgung durch Detective Michael Tritter ausgesetzt. Seine Mitarbeiter, besonders Chase, geraten aus der internen Sicht des Teams in Verdacht, House bei Tritter verraten zu haben. Die Diagnose der 6-jährigen Patientin werden durch ständige Streitereien der geschiedenen Eltern enorm erschwert. Erst spät findet Dr. Chase endlich die richtige Diagnose. Als er sie House, der aufgrund der Ermittlungen unter Vicodinentzug leidet, darlegen will und sich ihm in den Weg stellt, erhält er einen Kinnhaken. Hauptdiagnose: Erythropoetische Protoporphyrie |           |                                 |                        |                      |                                          |                     | |
| 56 | 10        | Unfrohes Fest                   | Merry Little Christmas | 12. Dez. 2006        | 29. Okt. 2007                            | Tony To             | Liz Friedman |
| Dr. House wird aufgrund der Ermittlungen von Detective Tritter vom Dienst suspendiert – auch das Angebot straffrei zu bleiben, wenn er eine Entziehungskur macht, lehnt House ab. Als sein Team bei der Diagnose eines Patienten nicht weiterkommt, weigert sich House zu helfen. Hauptdiagnose: Histiozytose X, Minderwuchs bei Hypophysenadenom |           |                                 |                        |                      |                                          |                     | |
| 57 | 11        | Dr. Cuddys große Lüge           | Words and Deeds        | 9. Jan. 2007         | 5. Nov. 2007                             | Daniel Sackheim     | Leonard Dick |
| House weigert sich weiterhin, sich bei Detective Tritter zu entschuldigen, um einer Verurteilung zu entkommen. Nur durch eine Lüge Dr. Cuddys wird das Strafverfahren eingestellt. Gleichzeitig wird im Krankenhaus ein Feuerwehrmann behandelt, der immer dann einen Herzinfarkt erleidet, wenn eine bestimmte Person den Raum betritt. Hauptdiagnose: Spinalmeningeom |           |                                 |                        |                      |                                          |                     | |
| 58 | 12        | Zwangsarbeit                    | One Day, One Room      | 30. Jan. 2007        | 12. Nov. 2007                            | Juan J. Campanella  | David Shore |
| Da Dr. Cuddy House vor Gericht durch ihre Lüge gerettet hat, zwingt sie ihn, in der Ambulanz zu arbeiten, worauf House keine Lust hat und sich der Patienten mit Geldgeschenken entledigen will. Dies geht so lange gut, bis er ein Vergewaltigungsopfer vor sich hat, das auf Behandlung durch den starrköpfigen Arzt beharrt. Hauptdiagnose: Chlamydiose und Schwangerschaft durch Vergewaltigung |           |                                 |                        |                      |                                          |                     | |
| 59 | 13        | Wie eine Nadel im Heuhaufen     | Needle in a Haystack   | 6. Feb. 2007         | 19. Nov. 2007                            | Peter O’Fallon      | David Foster |
| Nach einer Nacht mit seiner Freundin hat Stevie, ein Teenager, der einer Roma-Familie angehört, schlimme Schmerzen im Oberkörper. Bei den Untersuchungen tauchen die Symptome aber in verschiedenen Organen auf und die Rettung erscheint ein im Test befindliches Medikament. Dagegen wehren sich Stevies Eltern, die den Ärzten immer mehr Misstrauen entgegenbringen. Hauptdiagnose: Unverdauter Zahnstocher |           |                                 |                        |                      |                                          |                     | |
| 60 | 14        | Unempfindlich                   | Insensitive            | 13. Feb. 2007        | 26. Nov. 2007                            | Deran Sarafian      | Matthew V. Lewis                                                                                                  |
| Ein junges Mädchen und ihre Mutter haben einen schweren Autounfall. Während die Mutter operiert wird weckt das am CIPA-Syndrom leidende Mädchen das Interesse von House, da sie keine Schmerzen fühlt und extreme Stimmungsschwankungen aufweist. Hauptdiagnose: CIPA-Syndrom, Vitamin-B12-Mangel durch Fischbandwurm |           |                                 |                        |                      |                                          |                     | |
| 61 | 15        | Heiligt der Zweck jedes Mittel? | Half-Wit               | 6. März 2007         | 26. Nov. 2007                            | Katie Jacobs        | Lawrence Kaplow                                                                                                   |
| Ein Savant, welcher Pianist ist, wird mit einer Muskelkontraktur vorstellig und sein Vater wird vor die Wahl zwischen einer Hemisphärektomie, mit dem möglichen Verlust der Begabung, und der Einschränkung des Sohnes im Alltag gestellt. Cameron findet heraus, dass sich House für eine Hirnkrebstherapiestudie als Patient gemeldet hat. Es wird klar, dass House kein Krebs hat, sondern hofft, dass die experimentelle Therapie seinen Schmerz lindert. Hauptdiagnose: Takayasu-Arteriitis |           |                                 |                        |                      |                                          |                     | |
| 62 | 16        | Streng geheim                   | Top Secret             | 27. März 2007        | 3. Dez. 2007                             | Deran Sarafian      | Thomas L. Moran                                                                                                   |
| House träumt von einem Soldaten, welcher dann von Cuddy als sein nächster Patient vorgestellt wird. Als er der Frage nachgeht, woher er ihn kennt, kommt House darauf, dass er ihn mit Cuddy zusammen auf einer Party gesehen hatte. House findet außerdem heraus, dass zwischen Chase und Cameron etwas läuft. Hauptdiagnose: Hereditäre hämorrhagische Teleangiektasie (Morbus Osler) |           |                                 |                        |                      |                                          |                     | |
| 63 | 17        | Erster Kontakt                  | Fetal Position         | 3. Apr. 2007         | 10. Dez. 2007                            | Matt Shakman        | Russel Friend & Garrett Lerner                                                                                    |
| Eine schwangere Fotografin wird bei einem Shooting ohnmächtig. Während ihrer Behandlung macht sie Fotos vom Team. Cuddy setzt sich für den Fetus ein und erreicht so, dass sowohl Mutter als auch Kind überleben, was jedoch mit Risiken einhergeht. Hauptdiagnose: Mirror-Syndrom (Emma) durch nicht hämolytisch bedingten Hydrops fetalis bei Emmas Baby |           |                                 |                        |                      |                                          |                     | |
| 64 | 18        | Horrorflug                      | Airborne               | 10. Apr. 2007        | 17. Dez. 2007                            | Elodie Keene        | David Hoselton |
| Nach der Teilnahme an einem Kongress in Südostasien checken Cuddy und House zum Heimflug ein. Einige Zeit nach der Abflug aus Singapur wird einem Reisenden der ersten Klasse übel, und er übergibt sich. Die Übelkeit hält an, es kommt ein Ausschlag hinzu, und an Bord spricht niemand außer ihm Koreanisch. Das Diagnoseteam ist nach wie vor im Princeton-Plainsboro Teaching Hospital (kurz PPTH) in New Jersey und versorgt dort eine ältere Katzenfreundin namens Fran, die ihren spontanen Vergnügungstrip nach Südamerika schon bereut, weil sie sich dort offenbar eine Krankheit eingefangen hat. Im Fortgang der beiden Krankheitsfälle zeigen sich Parallelen bei den Diagnosebemühungen, etwa wenn bei beiden Patienten eine Lumbalpunktion ansteht. Im PPTH geschieht dies nach den Standards der medizinischen Maximalversorgung, im Flieger über dem Nordpol mit zusammengesuchten Hilfsmitteln. Die Situation über den Wolken spitzt sich zu, denn eine ganze Reihe von Passagieren zeigt nun gleiche Symptome wie der Koreaner – auch Dr. Cuddy ist betroffen. House hat sich ein neues Team aus den Fluggästen zusammengestellt, damit er jemanden zum Gedanken entwickeln hat. Der Ersatz für Dr. Chase erfüllte die Kriterien jung, blond und spricht australisch. Der echte Dr. Chase findet schließlich in New Jersey die Ursache der Erkrankung im Nachbarhaus der Patientin – nur ihre Katze war nicht mehr zu retten. House kann hingegen im Flugzeug klarstellen, dass tatsächlich nur der Koreaner erkrankt ist, und wie er versorgt werden kann. Eine auffallend hysterische Frau ist lediglich schwanger, was sie noch nicht wusste. So hat die dramatisch-turbulente und unterhaltsame Episode fast ein vollkommenes Happy End – abgesehen von der Katze. Hauptdiagnose: Brommethanvergiftung (Fran), Dekompressionskrankheit (Pang) und Konversionsstörung (Flugzeuginsassen) |           |                                 |                        |                      |                                          |                     | |
| 65 | 19        | Dem Alter entsprechend?         | Act Your Age           | 17. Apr. 2007        | 31. Dez. 2007                            | Daniel Sackheim     | Sara Hess |
| Der Vater der sechsjährigen Lucy und ihres Bruders Jasper ist Witwer. Als das Mädchen ins Princeton-Plainsboro eingeliefert wird, lautet der Befund Schlaganfall. Diese Diagnose und das Verhalten der beiden Geschwister stellen ein großes Rätsel für das Team dar. Cameron und Chase finden im Haus der Familie ein verstecktes T-Shirt von Lucy voller Blut. Später wird Jasper für Dr. Chase zu einem heftigen Rivalen um die Gunst von Dr. Cameron. House findet schließlich heraus, dass der Vater eine Art „Wundercreme“ verwendet, um männlich-attraktiv zu wirken, und den Grund dafür: er mag die Erzieherin aus dem Hort der Kinder sehr. Die Creme von zweifelhaftem Ursprung hat aber einen sehr hohen Testosterongehalt. Zwar hält der Vater sie wegen der Kinder gut unter Verschluss, doch es gibt einen überraschenden Übertragungsweg. Hauptdiagnose: Frühzeitige Pubertät durch ungewollte und unbemerkte Zufuhr von Testosteron |           |                                 |                        |                      |                                          |                     | |
| 66 | 20        | Sündenbock mit Freunden         | House Training         | 24. Apr. 2007        | 7. Jan. 2008                             | Paul McCrane        | Doris Egan |
| Diese Episode wird für die Patientin tödlich enden. House kann sich die Frage, wie es zu der Infektion der alleinstehenden Patientin kommen konnte, erst nach einer gründlichen Untersuchung des Leichnams beantworten. Der Ausgang dieser Behandlung geht vor allem einem Arzt sehr nahe, nämlich Foreman. House sagt ihm, dass jeder Fehler macht und dass dies auch keineswegs Foremans letzter Fall war, bei dem er einen Patienten verliert. (Der englische Titel House Training nimmt darauf Bezug: Der Chef ist trotz allem der Meinung, dass das Team speziell in diesem Fall dazugelernt hat und so auf dem Weg ist, immer besser zu werden.) Hauptdiagnose: Staphylococcus aureus, nicht behandelbar wegen einer vorausgegangenen intensiven Bestrahlung. Exitus. |           |                                 |                        |                      |                                          |                     | |
| 67 | 21        | Auf der Kippe                   | Family                 | 1. Mai 2007          | 14. Jan. 2008                            | David Straiton      | Liz Friedman |
| Als ein Knochenmarkspender kurz vor der Spende für seinen Bruder erkrankt, hat das Team nur wenig Zeit, um den Grund zu finden. Foreman entscheidet sich für einen riskanten Weg und erkennt, dass er House sehr ähnlich geworden ist, woraufhin er kündigen will. House nimmt zu Hause den Hund Hector auf und versteht sich nach anfänglichen Schwierigkeiten besser mit ihm. Hauptdiagnose: Histoplasmose |           |                                 |                        |                      |                                          |                     | |
| 68 | 22        | Kündigung                       | Resignation            | 8. Mai 2007          | 21. Jan. 2008                            | Martha Mitchell     | Pamela Davis |
| Eine 19-jährige hustet Blut und die schnelle Verschlechterung ihres Zustandes stellt das Team vor ein Rätsel. Währenddessen steht Foremans Kündigung weiter im Raum. House und Wilson verabreichen sich gegenseitig heimlich Medikamente mittels Kaffee. House erkennt, dass die Patientin Suizid begehen wollte und bricht sein Versprechen, diese Information nicht mit ihren Eltern zu teilen. Hauptdiagnose: Arteriovenöse Fistel infolge eines Suizidversuches und dadurch verursachte Bakterielle Infektion |           |                                 |                        |                      |                                          |                     | |
| 69 | 23        | Es nerven Groß und Klein        | The Jerk               | 15. Mai 2007         | 28. Jan. 2008                            | Daniel Sackheim     | Leonard Dick |
| Ein unfreundlicher, schachspielender Teenager wird vom Team untersucht, wobei sich die Frage stellt, ob seine Persönlichkeit ein Symptom ist oder unabhängig von der Krankheit besteht. House manipuliert ein Bewerbungsgespräch von Foreman. Hauptdiagnose: Hämochromatose |           |                                 |                        |                      |                                          |                     | |
| 70 | 24        | Menschen machen Fehler          | Human Error            | 29. Mai 2007         | 4. Feb. 2008                             | Katie Jacobs        | Thomas L. Moran & Lawrence Kaplow                                                                                 |
| Ein Ehepaar aus Kuba nimmt eine schwere Reise auf sich um von House behandelt zu werden. Die Ehefrau erleidet einen Herzstillstand, doch als die Maschinen abgestellt werden, erwacht die Patientin. House feuert Chase, woraufhin auch Cameron kündigt, sodass er ohne sein Team dasteht und sich auf Veränderung einstellen muss. Hauptdiagnose: Angeborener Herzfehler (zusätzliches Koronararterienostium) |           |                                 |                        |                      |                                          |                     | |

## Staffel 4
Die Erstausstrahlung der vierten Staffel war vom 25. September 2007 bis zum 19. Mai 2008 auf dem US-amerikanischen Sender Fox zu sehen. Die deutschsprachige Erstausstrahlung sendete der Schweizer Free-TV-Sender SF zwei vom 25. August bis zum 1. Dezember 2008.
| Nr. (ges.) | Nr. (St.) | Deutscher Titel                   | Originaltitel          | Erstausstrahlung USA | Deutschsprachige Erstausstrahlung (CH) | Regie               | Drehbuch                                                                                   |
| --- | --------- | --------------------------------- | ---------------------- | -------------------- | -------------------------------------- | ------------------- | ------------------------------------------------------------------------------------------ |
| 71 | 1         | Allein                            | Alone                  | 25. Sep. 2007        | 25. Aug. 2008                          | Deran Sarafian      | Handlung: Peter Blake Schauspiel: Peter Blake & David Shore                                |
| Nachdem House sein Team in der letzten Folge der Staffel 3 aufgelöst hat und er in den letzten zwei Wochen keine Fälle mehr übernommen hat, fordert Cuddy ihn auf, Bewerbungsgespräche durchzuführen. Bei diesen soll er sich Ärzte auswählen, die in seinem Team arbeiten. House ist gegen diese Forderung, da er meint, er könne jeden Fall alleine lösen. Diese Behauptung will er in dem Fall beweisen, bei dem die Patientin Megan Bradberry behandelt wird, die nach einem Hauseinsturz lebendig begraben und schwer verletzt wurde. Während des Episodenverlaufes zeigen sich jedoch Symptome und Krankheitsbilder, die die Patientin eigentlich laut Krankenakte nicht haben dürfte. Der Fall wird zwar von House gelöst, indem er feststellt, dass die eigentliche Patientin nicht Megan, sondern ihre Arbeitskollegin Liz ist und somit die vertauschten Krankenakten das Problem der Behandlung waren. Jedoch widerlegt Cuddy seine Behauptung, dass er kein Team brauche, indem sie feststellt, dass jedes Mitglied seines ehemaligen Teams diesen Fall schneller gelöst hätte. Aus diesem Grund fordert sie House auf, ein neues Team zusammenzustellen, egal mit welchen Mitteln. Wie man in der letzten Einstellung sehen kann, geht House dieser Forderung nach, indem er gleich 40 Kandidaten antreten lässt. Die ganz spezielle Herangehensweise von Gregory House wird die folgenden Episoden ziemlich turbulent machen, denn das beginnende Bewerbungsverfahren hat wenig mit üblichen Methoden zu tun. Hauptdiagnose: allergisches Granulom und Entzugssyndrom durch Alkoholkonsum (Liz), eine Verwechslung der Patienten von Megan und Liz |           |                                   |                        |                      |                                        |                     |                                                                                            |
| 72 | 2         | Der Stoff, aus dem die Heldin ist | The Right Stuff        | 2. Okt. 2007         | 1. Sep. 2008                           | Deran Sarafian      | Doris Egan & Leonard Dick                                                                  |
| Der Behandlung der angehenden Astronautin Greta, die durch ihre Augen hört, ist der erste gemeinsame Fall in dem mehrwöchigen Auswahlverfahren. In diesem lernen die Kandidaten einerseits die Arbeits- und Denkweise von House kennen und anderseits müssen sie die unterschiedlichsten, meist nicht medizinisch relevanten Aufgaben übernehmen, um eine Chance bei House zu haben. So müssen einige Kandidaten das Auto von House waschen, während andere in die Wohnung der Patientin einbrechen oder sich zur Abklärung der Leberfunktionen betrinken müssen. Die Lösung des Problems wird bei einer Brustvergrößerung gefunden, die als Tarnung für den notwendigen chirurgischen Eingriff durchgeführt wird. Zudem stellt House in der Episode fest, dass Cameron und Chase wieder im Princeton-Plainsboro arbeiten. Hauptdiagnose: Von-Hippel-Lindau-Syndrom |           |                                   |                        |                      |                                        |                     |                                                                                            |
| 73 | 3         | 97 Sekunden                       | 97 Seconds             | 9. Okt. 2007         | 8. Sep. 2008                           | David Platt         | Russel Friend & Garrett Lerner                                                             |
| Der Rollstuhlfahrer Thomas Stark wird mitten auf der Straße ohnmächtig. Nur durch seinen Hund entgeht er einem Unfall. House teilt seine möglichen neuen Mitbewerber in zwei Gruppen ein und lässt sie im Wettstreit eine Diagnose erstellen, um den Ohnmachtsanfall aufzuklären. – In der Ambulanz begegnet House einem Mann, der eine seltsame Vorliebe bei sich entdeckt hat, die sogar House animiert, es ihm gleichzutun. Hauptdiagnose: Strongyloidiasis |           |                                   |                        |                      |                                        |                     |                                                                                            |
| 74 | 4         | Schauplatz der Merkwürdigkeiten   | Guardian Angels        | 23. Okt. 2007        | 8. Sep. 2008                           | Deran Sarafian      | David Hoselton                                                                             |
| Irene Walesa arbeitet in einem Bestattungsunternehmen. Eines Tages glaubt sie, von den Toten angegriffen zu werden. Die Lösung des Falls kann nur über ihre Mutter geschehen. Gleichzeitig testet House seine Kandidaten auf Herz und Nieren. Hauptdiagnose: Ergotismus |           |                                   |                        |                      |                                        |                     |                                                                                            |
| 75 | 5         | Spieglein, Spieglein …            | Mirror, Mirror         | 30. Okt. 2007        | 15. Sep. 2008                          | David Platt         | David Foster                                                                               |
| Ein junger Mann bricht während eines Überfalls zusammen. Als er im Krankenhaus wieder zu sich kommt, kann er sich nicht einmal mehr an seinen Namen erinnern, doch er hat eine ganz andere Gabe. House ist nicht erfreut darüber, dass Foreman in einer neuen Position ans Princeton-Plainsboro Teaching Hospital zurückkehrt. Hauptdiagnose: Eperythrozoonose durch Eperythrozoon haemosuis aus Schweineexkrementen |           |                                   |                        |                      |                                        |                     |                                                                                            |
| 76 | 6         | Auf Biegen und Brechen            | Whatever It Takes      | 6. Nov. 2007         | 22. Sep. 2008                          | Juan J. Campanella  | Handlung: Thomas L. Moran Schauspiel: Thomas L. Moran & Peter Blake                        |
| Während der Diagnose einer Rennfahrerin wird House in ein CIA-Krankenhaus gebracht, in dem er einen Agenten heilen soll, der vermeintlich vergiftet wurde. Doch House glaubt, dass ein anderer Grund für die Krankheit vorliegt. Hauptdiagnose: Selenvergiftung durch Paranüsse (John) und Hitzschlag sowie bewusst herbeigeführte Thalliumvergiftung zum fälschlichen Nachweis von Polio (Casey) |           |                                   |                        |                      |                                        |                     |                                                                                            |
| 77 | 7         | Hässlich                          | Ugly                   | 13. Nov. 2007        | 29. Sep. 2008                          | David Straiton      | Sean Whitesell                                                                             |
| Das Herz eines Jugendlichen versagt auf dem OP-Tisch. Das Besondere daran: Der Junge hat ein entstelltes Gesicht und wird von einem Fernsehteam begleitet, das seine plastische Operation dokumentiert. Hauptdiagnose: Lyme-Borreliose |           |                                   |                        |                      |                                        |                     |                                                                                            |
| 78 | 8         | Blut und Spiele                   | You Don’t Want to Know | 20. Nov. 2007        | 6. Okt. 2008                           | Lesli Linka Glatter | Sara Hess                                                                                  |
| Cole und Kutner sehen sich in Atlantic City einen Zauberer an; dieser bricht bei einem Entfesselungstrick unter Wasser zusammen. Da dies kein Teil der Show ist, kommt er ins Princeton-Plainsboro. House hat derweil für sein Team eine ganz besondere Aufgabe. Hauptdiagnose: autoimmunhämolytische Anämie und Lupus erythematodes |           |                                   |                        |                      |                                        |                     |                                                                                            |
| 79 | 9         | Zu vieles kommt in Frage          | Games                  | 27. Nov. 2007        | 13. Okt. 2008                          | Deran Sarafian      | Eli Attie                                                                                  |
| Ein Rockstar bricht kurz vor seinem Auftritt zusammen. Die Diagnose erweist sich jedoch als besonders schwierig, da er an sehr vielen Symptomen leidet. Einige Ärzte sagen aber auch, die Diagnose ist nicht so schwierig, weil er sehr lange sehr viele Drogen zu sich genommen hat. Unerwartete Schwierigkeiten bekommt Dr. Wilson, als er einem Patienten mitteilt, dass er keinen Krebs hat – entgegen der ersten Diagnose. Jeremy Renner spielt den Musiker „Jimmy Quidd“. Hauptdiagnose: Masern |           |                                   |                        |                      |                                        |                     |                                                                                            |
| 80 | 10        | Ist das Lügen nicht schön?        | It’s a Wonderful Lie   | 29. Jan. 2008        | 20. Okt. 2008                          | Matt Shakman        | Pamela Davis                                                                               |
| Maggie lässt ihre Tochter Jane beim Klettern abstürzen, da sie ihre Hände plötzlich nicht mehr bewegen kann. House vermutet, dass die Ursache der plötzlichen Krankheit in Maggies Liebesleben zu suchen ist. Hauptdiagnose: metastasierendes Mammakarzinom |           |                                   |                        |                      |                                        |                     |                                                                                            |
| 81 | 11        | Cate aus dem Eis                  | Frozen                 | 3. Feb. 2008         | 27. Okt. 2008                          | David Straiton      | Liz Friedman                                                                               |
| House muss eine Ferndiagnose stellen, da die Patientin am Südpol festsitzt und nicht ausgeflogen werden kann. Hauptdiagnose: Fettembolie durch einen gebrochenen Zeh |           |                                   |                        |                      |                                        |                     |                                                                                            |
| 82 | 12        | Schalom, Dr. House?               | Don’t Ever Change      | 5. Feb. 2008         | 3. Nov. 2008                           | Deran Sarafian      | Doris Egan & Leonard Dick                                                                  |
| Während einer traditionellen jüdischen Hochzeit bricht die Braut zusammen. House findet heraus, dass die Patientin nicht immer ein so frommes Leben geführt hat. Hauptdiagnose: Wanderniere |           |                                   |                        |                      |                                        |                     |                                                                                            |
| 83 | 13        | Krankhaft nett                    | No More Mr. Nice Guy   | 28. Apr. 2008        | 10. Nov. 2008                          | Deran Sarafian      | David Hoselton & David Shore                                                               |
| Jeff bricht während des Streiks seiner Freundin vor dem Princeton-Plainsboro Krankenhaus zusammen. House wird auf ihn aufmerksam, da er krankhaft nett ist; doch ist die Freundlichkeit überhaupt ein Symptom? – Außerdem wird die Beziehung zwischen Wilson und Amber durch House auf die Probe gestellt, da er ein Umgangsrecht mit seinem besten Freund verlangt. Hauptdiagnose: Chagas-Krankheit |           |                                   |                        |                      |                                        |                     |                                                                                            |
| 84 | 14        | Folgenreich                       | Living the Dream       | 5. Mai 2008          | 17. Nov. 2008                          | David Straiton      | Sara Hess & Liz Friedman                                                                   |
| Eine Ferndiagnose der besonderen Art: Bei dem Star seiner Lieblingsfernsehserie namens “Prescription: Passion”, die natürlich in einem Krankenhaus spielt, entdeckt House bedenkliche Symptome. Der nichts ahnende künftige Patient, Rollenname Dr. Brock Sterling (gespielt von Jason Lewis), muss in ein reales Krankenhaus gebracht werden, mit einer List. House wird aktiv, und er schert sich wie so oft nicht im Geringsten um die geltenden Regeln. Hauptdiagnose: Allergie gegen Chinin |           |                                   |                        |                      |                                        |                     |                                                                                            |
| 85 | 15        | Im Kopf von House – Teil 1        | House’s Head (1)       | 12. Mai 2008         | 24. Nov. 2008                          | Greg Yaitanes       | Handlung: Doris Egan Schauspiel: Peter Blake, David Foster, Russel Friend & Garrett Lerner |
| Ohne Erinnerungen findet sich House in einem Striplokal wieder. Recht schnell wird klar, dass er in einen Busunfall verwickelt war. Langsam kommt die Erinnerung zurück und der Unfall lässt sich rekonstruieren, doch ein entscheidendes Puzzlestück fehlt: Was hat House im Bus beobachtet und wie kann das Leben eines Fahrgastes gerettet werden? Hauptdiagnose: Luftembolie (Busfahrer) und Gehirnerschütterung (House) |           |                                   |                        |                      |                                        |                     |                                                                                            |
| 86 | 16        | Im Herzen von Wilson – Teil 2     | Wilson’s Heart (2)     | 19. Mai 2008         | 1. Dez. 2008                           | Katie Jacobs        | Peter Blake, David Foster, Russel Friend & Garrett Lerner                                  |
| Nachdem House durch eine Medikamentenüberdosis Amber Volakis als die Todeskandidatin identifiziert hat, versucht er zu ergründen, woher diese Annahme kommt. Dafür wird Dr. Volakis ins Princeton-Plainsboro verlegt. Während der Fahrt fängt ihr Herz an zu flimmern und Dr. Wilson, der auch im Krankenwagen mitfährt, schlägt vor, sie abzukühlen, um House mehr Zeit für die Diagnose zu geben. Die Untersuchungen geben keinen Aufschluss für die Ursache des Herz- und Leberversagens, weshalb Wilson House bittet, die Erinnerungen, die noch im Kopf von House gespeichert sind, durch einen riskanten Eingriff abzurufen. Bei dem Eingriff, in den House einwilligt, wird sein Gehirn direkt mit Stromstößen stimuliert. Dabei stellt sich heraus, dass House eigentlich Wilson angerufen hat. Dieser hatte jedoch Bereitschaftsdienst, wodurch Dr. Volakis House nach Hause begleitet hat. Zudem sieht House, dass sie ein Medikament gegen Grippe einnimmt. Da sie beim Busunfall beide Nieren verloren hat, kann der Körper das darin enthaltene Amantadin nicht filtern, wodurch das Herzflimmern ausgelöst wurde. Da die anderen Organe auch beschädigt sind, hat sie auch keine Chance auf ein Herztransplantat. Damit sich Wilson von seiner Freundin verabschieden kann, wird Dr. Volakis noch einmal reanimiert und mit diversen Maschinen am Leben gehalten, die Wilson schlussendlich jedoch abschaltet. Auf Drängen von House testet sich Dreizehn zudem auf Chorea Huntington, wobei der Test positiv ausfällt. Hauptdiagnose: Amantadinvergiftung (Amber)                                                                                 |           |                                   |                        |                      |                                        |                     |                                                                                            |

## Staffel 5
Die Erstausstrahlung der fünften Staffel war vom 16. September 2008 bis zum 16. Mai 2009 auf dem US-amerikanischen Sender Fox zu sehen. Die deutschsprachige Erstausstrahlung sendete der Schweizer Free-TV-Sender SF zwei vom 23. Februar bis zum 21. Dezember 2009.
| Nr. (ges.) | Nr. (St.) | Deutscher Titel               | Originaltitel            | Erstausstrahlung USA | Deutschsprachige Erstausstrahlung (CH) | Regie               | Drehbuch                                                            |
| --- | --------- | ----------------------------- | ------------------------ | -------------------- | -------------------------------------- | ------------------- | ------------------------------------------------------------------- |
| 87 | 1         | Sterben verändert alles       | Dying Changes Everything | 16. Sep. 2008        | 23. Feb. 2009                          | Deran Sarafian      | Eli Attie                                                           |
| Nach Ambers Tod ist Dr. Wilson fest entschlossen, das Princeton-Plainsboro Krankenhaus zu verlassen. Dr. House kann dies nicht verstehen und ist so darüber aufgebracht, dass er seine Patientin nicht mehr behandelt. Kurz bevor sein Team mit der falschen Diagnose der Patientin schadet schreitet House ein. Hauptdiagnose: Extrauteringravidität und diffuse lepromatöse Lepra |           |                               |                          |                      |                                        |                     |                                                                     |
| 88 | 2         | Krebs oder nicht?             | Not Cancer               | 23. Sep. 2008        | 2. März 2009                           | David Straiton      | David Shore & Lawrence Kaplow                                       |
| Vier Personen, die vor Jahren eine Organspende von ein und derselben Person erhielten, sterben plötzlich aus mysteriösen Gründen. Zwei weitere Empfänger leben noch, doch auch hier kündigt sich der Tod langsam an. Lediglich eine Diagnose kann House ausschließen: Krebs. Michael Weston hat hier seinen ersten Auftritt als Privatdetektiv Lucas Douglas. Hauptdiagnose: Krebsstammzellen aus einem Transplantat |           |                               |                          |                      |                                        |                     |                                                                     |
| 89 | 3         | Anders als erhofft            | Adverse Events           | 30. Sep. 2008        | 9. März 2009                           | Andrew Bernstein    | Carol Green & Dustin Paddock                                        |
| Der Maler Brandon Haggerty wird durch einen Faustschlag niedergestreckt, da er beim Zeichnen eines Aktbildes das Gesicht der Klientin verzerrt darstellt. House vermutet, dass der Maler Opfer eines Schlaganfalls oder eines Gehirntumors ist, der seine Wahrnehmung verändert hat. Oder ist die finanzielle Erfolglosigkeit des Künstlers medizinisch relevant? Hauptdiagnose: Medikamentenüberdosis durch einen Medikamentenbezoar aus ungetesteter Medizin |           |                               |                          |                      |                                        |                     |                                                                     |
| 90 | 4         | Unerwünschte Herkunft         | Birthmarks               | 14. Okt. 2008        | 16. März 2009                          | David Platt         | Doris Egan & David Foster                                           |
| Die junge Nicole sucht in China nach ihren leiblichen Eltern. Dabei bricht sie zusammen und wird in China operiert. Nach ihrer Rückkehr in die USA übernimmt das Dr.-House-Team den Fall. House selber wird entführt, aus einem wichtigen familiären Grund. Wilson soll ihn zur Trauerfeier für seinen Vater bringen, wohin er von sich aus nie gegangen wäre. Als beide noch bei der Polizei landen, scheint das Team auf sich allein gestellt, denn der Sheriff unterbricht House' Handykommunikation. Hauptdiagnose: Gehirnverletzung durch die Lageänderung von Nadeln im Gehirn mit Hilfe eines Magneten, sowie eine dadurch verursachte Abhängigkeitstendenz |           |                               |                          |                      |                                        |                     |                                                                     |
| 91 | 5         | Glückszahl 13?                | Lucky Thirteen           | 21. Okt. 2008        | 23. März 2009                          | Greg Yaitanes       | Liz Friedman & Sara Hess                                            |
| „Dreizehn“ (Dr. Remy Hadley) hat einen One-Night-Stand. House nutzt die Chance, um ihre Wohnung zu durchsuchen. Man erfährt, dass diese bald an Chorea Huntington sterben wird, weshalb sie Drogen nimmt und Nachtclubs besucht. House feuert sie vorübergehend, stellt sie jedoch im Verlauf der Folge wieder ein. Wilson kommt zurück ins Princeton-Plainsboro. House findet heraus, dass Dr. Cuddy ein Kind adoptieren wird und Wilson ihr dabei hilft. Hauptdiagnose: Kandidose, Sjögren-Syndrom |           |                               |                          |                      |                                        |                     |                                                                     |
| 92 | 6         | Endlich Mutter?               | Joy                      | 28. Okt. 2008        | 30. März 2009                          | Deran Sarafian      | David Hoselton                                                      |
| Der Produkttester Jerry erlebt beunruhigende Zeitsprünge. So schlafwandelt er und besorgt sich in dieser Zeit unwissentlich Drogen. Während das Team um House diesen Fall zu bewältigen versucht, sorgt sich Cuddy um die Gesundheit ihrer Leihmutter. Hauptdiagnose: Familiäres Mittelmeerfieber (Jerry), Lungenhypoplasie (Beccas Baby) |           |                               |                          |                      |                                        |                     |                                                                     |
| 93 | 7         | Wünsche und Ängste            | The Itch                 | 11. Nov. 2008        | 6. Apr. 2009                           | Greg Yaitanes       | Peter Blake                                                         |
| Stewart Nozick hat sich seit sieben Jahren in seiner Wohnung verbarrikadiert und weigert sich trotz seines bedrohlichen Gesundheitszustands, die Wohnung zu verlassen. Lediglich Cameron hat einen Zugang zu dem Patienten, doch dies allein reicht nicht zu einer umfassenden Diagnose. Hauptdiagnose: Bleivergiftung, Agoraphobie |           |                               |                          |                      |                                        |                     |                                                                     |
| 94 | 8         | Vorsicht vor Geschwistern     | Emancipation             | 18. Nov. 2008        | 13. Apr. 2009                          | Jim Hayman          | Pamela Davis & Leonard Dick                                         |
| House und sein Team („Dreizehn“, Taub, Kutner) behandeln eine minderjährige Fabrikarbeiterin. Foreman hat mittlerweile hauptsächlich die Rolle eines „Aufpasser“ für House, und er findet, er hat Kapazitäten für zusätzliche Aufgaben frei. House lehnt aber seinen Wunsch, eine klinische Studie betreuen zu dürfen, ab. Um House zu zeigen, dass er eine Zusatzaufgabe bewältigen kann, nimmt Foreman heimlich einen eigenen Fall an: Ein kleiner Junge mit Bauchschmerzen und Bluterbrechen. Dabei holt er sich aber doch die Hilfe von Chase und Cameron. Doch die drei Ärzte können nur Diagnosen ausschließen, aber keine passende Krankheitsursache finden. Zum dramatischen Höhepunkt beider Fälle lehnt House die Bitte um einen helfenden Rat ab, Foreman kann/muss nun seine eigenen Fähigkeiten beweisen. Am Ende kommt heraus, dass der ältere Bruder überfürsorglich war. Hauptdiagnose: Mit Arsenik behandelte Promyelozytenleukämie (Sophia) & Eisenüberdosis (kleiner Junge) |           |                               |                          |                      |                                        |                     |                                                                     |
| 95 | 9         | Ultima Ratio                  | Last Resort              | 25. Nov. 2008        | 24. Aug. 2009                          | Katie Jacobs        | Handlung: Matthew V. Lewis Schauspiel: Matthew V. Lewis & Eli Attie |
| Der Kern dieser Story lässt sich einfach mit den Worten von Dr. House zusammenfassen. In einem großen, geschlossenen Raum voller Patienten (es ist Cuddys Büro) sagt er sinngemäß: „Rumjammern nützt nichts – der Mann mit der Schusswaffe wird als erstes behandelt.“ Hauptdiagnose: Melioidose |           |                               |                          |                      |                                        |                     |                                                                     |
| 96 | 10        | Sollen sie doch Kuchen essen! | Let Them Eat Cake        | 2. Dez. 2008         | 31. Aug. 2009                          | Deran Sarafian      | Russel Friend & Garrett Lerner                                      |
| Neben dem Hauptfall im Krankenhaus tritt auch die Krankheitsgeschichte von Dr. Hadley („Dreizehn“) in den Blickpunkt des Interesses. Foreman konnte sich durchsetzen und betreut eine klinische Studie zur Huntington-Krankheit, und er konnte Dreizehn zur Teilnahme überreden. Die Patientin im PPTH hingegen heißt Emmy und könnte als Fitness-Guru mit einem Geheimnis beschrieben werden. Hauptdiagnose: Hereditäre Koproporphyrie |           |                               |                          |                      |                                        |                     |                                                                     |
| 97 | 11        | Ihr Kinderlein kommet         | Joy to the World         | 9. Dez. 2008         | 7. Sep. 2009                           | David Straiton      | Peter Blake                                                         |
| Das Krankenhaus ist wieder weihnachtlich dekoriert. Es gibt Geschichten von einem totgeglaubten Baby und von einer Parthenogenese (Jungfernzeugung oder Jungferngeburt). – Als hätte es die sechzehnjährige Natalie nicht schon schwer genug: bei einer Aufführung in der Schule wird ihr übel, sie ist desorientiert und muss erbrechen. Im Krankenhaus kommt zu einem Leberversagen noch ein zeitweiser Herzstillstand hinzu. Als schlussendlich die Diagnose Eklampsie feststeht, erzählt Natalie, sie habe das Baby aus ihrer verheimlichten Schwangerschaft in einem verlassenen Haus zur Welt gebracht, aber es sei eine Totgeburt gewesen. Cuddy sucht dieses Haus und trifft auf ein junges Paar mit dem Findelkind, das von seinen Zieheltern gut versorgt wurde. Natalie kann schließlich ihre Tochter doch noch in die Arme nehmen – eine Hoffnung auf eine zweifache Transplantation (Leber und Herz) besteht für sie aber nicht. – Zwei ratsuchende Verliebte in der Clinic: Wenn man dieses junge, hoffnungsfrohe Paar, welche einander voreheliche Enthaltsamkeit geschworen haben, nur lange genug warten lässt, dann glauben sie so ziemlich alles. Dr. House kann den werdenden Eltern nach sechs Stunden anhand von Gen-Tests zur erstaunlichen Parthenogenese der Leibesfrucht gratulieren – es ist der erste humanmedizinisch dokumentierte Fall. Hauptdiagnose: Eklampsie |           |                               |                          |                      |                                        |                     |                                                                     |
| 98 | 12        | Eine Welt voll Schmerz        | Painless                 | 19. Jan. 2009        | 14. Sep. 2009                          | Andrew Bernstein    | Thomas L. Moran & Eli Attie                                         |
| Als seine Frau mit dem Sohn nach Hause kommt, kann sie das Leben ihres Mannes Jeff gerade noch retten bei seinem Selbstmordversuch. Jeff leidet seit langem an unerträglichen, unerklärlichen Schmerzen. Nachdem die Ärzte im PPTH auch keine Lösung finden und als sich dann noch herausstellt, dass die Luft in seinen Blutwegen ebenfalls dem verzweifelten Patienten zuzuschreiben ist, ist auch der Sohn Zach bereit, seinem Vater zu helfen, ein Ende zu machen. House kämpft bei sich zu Hause mit einem Wasserschaden; eine Beobachtung bei einem Handwerker bringt ihn schließlich auf einen neuen, zutreffenden Gedanken. – Cuddy ist Pflegemutter, und sie will das Baby – Rachel – adoptieren. Doch ihr Wunsch, die perfekte (berufstätige) Mummy zu sein, lassen sie die Grenzen ihres Ehrgeizes schmerzlich bewusst werden. Hauptdiagnose: Epilepsie |           |                               |                          |                      |                                        |                     |                                                                     |
| 99 | 13        | Umwege                        | Big Baby                 | 26. Jan. 2009        | 21. Sep. 2009                          | Deran Sarafian      | Lawrence Kaplow & David Foster                                      |
| Cuddy möchte mehr Zeit zu Hause beim Baby sein. Könnte ihr Cameron nicht einige lästige Pflichten abnehmen, vielleicht das ständige Hick-Hack mit House? Für die Diagnose bei der aktuellen Patientin, einer Lehrerin, hat er schon ein paar ausgefallene Ideen im Kopf. Hauptdiagnose: Persistierender Ductus arteriosus |           |                               |                          |                      |                                        |                     |                                                                     |
| 100 | 14        | Spielregeln des Gemeinwohls   | The Greater Good         | 2. Feb. 2009         | 28. Sep. 2009                          | Lesli Linka Glatter | Sara Hess                                                           |
| Die Krebsforscherin Dana Miller hat vor wenigen Monaten ihre Karriere beendet und nimmt sich jetzt die Zeit für ihre persönliche Interessen wie professionelle Kochkurse. Nach ihrem Kollaps füllt sich im PPTH ihr Bauchraum mit Blut. Der Name der Patientin ist in der Diagnose-Abteilung wohlbekannt. Die Ärzte des Teams stellen Dr. Miller viele Fragen wegen ihrer Entscheidung – sollte es in ihrem Leben nicht mehr um ein höheres Wohl gehen – the greater good? Hauptdiagnose: Ektopische Endometriose, verursacht durch einen zurückliegenden Operationsfehler bei einer Exzision eines Uterusmyoms |           |                               |                          |                      |                                        |                     |                                                                     |
| 101 | 15        | Der Glaube geht fremd         | Unfaithful               | 16. Feb. 2009        | 5. Okt. 2009                           | Greg Yaitanes       | David Hoselton                                                      |
| Mehrfach musste der Priester Daniel Bresson schon die Gemeinde wechseln, jetzt ist er am unteren Ende der sozialen Leiter angekommen, denn der Vorwurf eines Kindesmissbrauchs klebte stets an ihm. In einer trostlosen Nacht sieht er – alkoholisiert – den Gekreuzigten vor der Türe über dem Boden schweben. Im Krankenhaus kommen zu der Halluzination noch eine Reihe anderer Symptome hinzu. Dass er stets zölibatär gelebt haben will, glaubt ihm spätestens nach dem Auftreten einer Aids-Symptomatik niemand mehr. Dr. Taub ist besonders misstrauisch, und er findet den Jugendlichen, der als Kind den Missbrauch gemeldet hatte, um ihn vor der gefährlichen Krankheit zu warnen. Doch der Fall hat noch eine überraschende Wendung parat. – Dr. House ist erstaunlich oft im Krankenzimmer; er scheint gerne Streitgespräche mit dem jungen Priester (knapp über 30) zu führen, der von Jimmi Simpson gespielt wird. Hauptdiagnose: Wiskott-Aldrich-Syndrom und Scotch–bedingte Halluzinationen |           |                               |                          |                      |                                        |                     |                                                                     |
| 102 | 16        | Sanfte Seite                  | The Softer Side          | 23. Feb. 2009        | 12. Okt. 2009                          | Deran Sarafian      | Liz Friedman                                                        |
| Rückblende: Als eine Familie ein Kind mit beiderlei Geschlechtsmerkmalen bekommt entscheiden Sie sich, ihn als Junge großzuziehen. In der Gegenwart bricht Jackson, inzwischen am Beginn seiner Pubertät, bei einem Basketballspiel zusammen. Unterdessen fällt House Wilson und seinem Team dadurch auf, dass er nicht mehr gemein, sondern „happy“ ist. Als er in seinem Büro einen Atemstillstand erleidet und von Foreman gerettet wird kommt die Vermutung auf, dass er Heroin nimmt. Unterdessen versuchen 13 und Foreman ihre heimlich weitergeführte Beziehung vor House zu verbergen. Hauptdiagnose: Nieren-Fehlfunktion durch Dehydratisierung; Komplikationen mit MRT-Kontrastmittel |           |                               |                          |                      |                                        |                     |                                                                     |
| 103 | 17        | Hemmungslos                   | The Social Contract      | 9. März 2009         | 19. Okt. 2009                          | Andrew Bernstein    | Doris Egan                                                          |
| Bislang war der Verleger Nick Greenwald ein umgänglicher Geschäftspartner und freundlicher Familienvater. Das ändert sich bei einer Buchpräsentation schlagartig: der verdutzte Autor erfährt, was der aus der Nase blutende Verleger wirklich von seinen Fähigkeiten hält, dann bricht dieser zusammen. House vermutet, dass der abrupte Persönlichkeitswandel auf Alkoholmissbrauch oder einen Gehirntumor zurückzuführen wäre. Die schonungslose Offenheit und Direktheit Nicks bleibt auch im PPTH bestehen – seine Familie und die Ärzte bekommen einiges zu hören, gleichzeitig ist der Patient frustriert von seinem Kontrollverlust und davon, dass die Ursache unauffindbar scheint, denn eine hochriskante Hirn-OP brachte keine Verbesserung. Hauptdiagnose: Durch das Doege-Potter-Syndrom ausgelöste Autoimmunreaktion |           |                               |                          |                      |                                        |                     |                                                                     |
| 104 | 18        | Wenn die Katze kommt          | Here Kitty               | 16. März 2009        | 26. Okt. 2009                          | Juan J. Campanella  | Peter Blake                                                         |
| House wird mit der Katze „Debbie“ konfrontiert, die sich in einem Pflegeheim mehrfach zu Personen gelegt hat, die bald darauf gestorben sind. Nun kommt Morgan West, eine Pflegerin aus dem Heim, zu ihm in die Ambulanz und spielt einen Anfall vor. Weil die Katze bei ihr übernachtet hatte, will Morgan untersucht und behandelt werden. House steht nun vor einem Problem an der Grenze von medizinischer Wissenschaft und okkulten Erscheinungen bzw. Aberglaube. Er glaubt natürlich nicht an die übersinnlichen Fähigkeiten der Katze, und sein Team stellt bei der Patientin sehr schnell „Münchhausen“ fest, trotz grünen Urins. Dann geht es der Frau aber immer schlechter, und sie zeigt schwere Symptome, die sie nicht durch Manipulationen herbeigeführt haben kann. Nebenbei testet House Kutner, der ihm ziemlich abergläubisch zu sein scheint. Hauptdiagnose: Krebs im Wurmfortsatz |           |                               |                          |                      |                                        |                     |                                                                     |
| 105 | 19        | Eingeschlossen                | Locked In                | 30. März 2009        | 2. Nov. 2009                           | Dan Attias          | Russel Friend, Garrett Lerner & David Foster                        |
| Ein Mann liegt nach einem Fahrradunfall in einem Krankenhaus und kann nicht mehr reden. Der dort behandelnde Arzt will schon seinen Hirntod feststellen und die Organe des „Toten“ entnehmen. Da taucht House auf, er hatte auch einen Verkehrsunfall, mit seinem Motorrad. Der andere Patient, gespielt von Mos Def, zeigt offensichtlich das Locked-in-Syndrom; er ist mit seinen Gedanken in seinem Körper gefangen und kann nicht mit den Ärzten reden. Ein langer erster Teil dieser Episode wird nur aus der inneren Perspektive des verletzten Radfahrers erzählt. House übernimmt ihn schließlich als Patienten und beginnt im Princeton-Plainsboro mit der Ursachenforschung. Endergebnis: Schon der Verkehrsunfall war durch die ermittelte Krankheit bedingt, da der Radfahrer die Gefahr erkannte, aber nicht bremsen konnte. Er hatte sich bei einem Freund an einer Ratte infiziert. Hauptdiagnose: Locked-in-Syndrom durch Leptospirose |           |                               |                          |                      |                                        |                     |                                                                     |
| 106 | 20        | Der größte Schritt            | Simple Explanation       | 6. Apr. 2009         | 9. Nov. 2009                           | Greg Yaitanes       | Leonard Dick                                                        |
| Die Episode beginnt im Hause der Novacks. Eddie liegt im Sterben, da erleidet seine Ehefrau Charlotte einen Atemstillstand. Bald jedoch wird die Differentialdiagnose des Teams durch das Fehlen Dr. Kutners überschattet. Dreizehn und Foreman finden ihn bei sich zu Hause, erschossen. Es ist offensichtlich Selbstmord. Das Team ist besonders deshalb erschreckt, weil niemand Anzeichen einer Depression oder vergleichbares bemerkt hatte. House macht sich ansatzweise an eine kriminalistische Untersuchung des Todesfalles. Seine Forschungen belästigen die Hinterbliebenen und bleiben ohne Ergebnis: Es gibt wohl nur eine „einfache Erklärung“. Meat Loaf spielt die Rolle des Eddie Novack. Hauptdiagnose: Leishmaniose (Charlotte) & Blastomykose (Eddie) |           |                               |                          |                      |                                        |                     |                                                                     |
| 107 | 21        | Kettenglieder                 | Saviors                  | 13. Apr. 2009        | 16. Nov. 2009                          | Matthew Penn        | Eli Attie & Thomas L. Moran                                         |
| Der Patient in dieser Folge ist ein Umweltaktivist, der nach einer Protestaktion nicht mehr fähig ist zu stehen. Er scheint nicht die ganze Wahrheit über seine Krankheitssymptome zu sagen. Ganz am Ende der Episode bemerkt Dr. House – an seinem Klavier sitzend – plötzlich, dass Dr. Amber Volakis bei ihm im Raum ist und mit ihm spricht. Der Zuschauer weiß, dass diese Ärztin seit den Episoden Im Kopf von House und Im Herzen von Wilson tot ist. Doch die Halluzination von Amber wird Gregory House auch in den nächsten Episoden verfolgen. Hauptdiagnose: Sporotrichose |           |                               |                          |                      |                                        |                     |                                                                     |
| 108 | 22        | Grenzen verschwimmen          | House Divided            | 21. Apr. 2009        | 7. Dez. 2009                           | Greg Yaitanes       | Liz Friedman & Matthew V. Lewis                                     |
| Der Jugendliche Seth ist taubstumm, doch bei einem Ringkampf hört er plötzlich Explosionen und bricht zusammen. Nachdem Chase Cameron in der Episode Kettenglieder einen Antrag gemacht hat, kümmert man sich nun um den Junggesellenabschied. Wilson, Cameron und Cuddy wollen auf gar keinen Fall, dass House sich an dessen Vorbereitung beteiligt. Wie so etwas nämlich enden kann, weiß Wilson aus eigener Erfahrung ganz genau. Hauptdiagnose: Sarkoidose |           |                               |                          |                      |                                        |                     |                                                                     |
| 109 | 23        | Bis unter die Haut            | Under My Skin            | 4. Mai 2009          | 14. Dez. 2009                          | David Straiton      | Lawrence Kaplow & Pamela Davis                                      |
| Die Ballerina Penelope leidet unter einer kollabierten Lunge. Im Krankenhaus löst sich bei einem Test plötzlich ihre Haut vom Körper, doch die Urteilsfähigkeit von Dr. House ist aufgrund seiner Halluzinationen weiter eingeschränkt. Hauptdiagnose: Gonorrhoe |           |                               |                          |                      |                                        |                     |                                                                     |
| 110 | 24        | Nichts geht mehr              | Both Sides Now           | 11. Mai 2009         | 21. Dez. 2009                          | Greg Yaitanes       | Doris Egan                                                          |
| Ein Gast eines Restaurants fällt durch unverschämtes Verhalten auf. Er hat „keine Kontrolle mehr über seine linke Hand“, wie er selber weiß. (Medizinisch ist es das Alien-Hand-Syndrom bei Split Brain, siehe unten.) Gregory House kann zufrieden sein. Seitdem ihn seine Chefin Lisa Cuddy gerettet hat und auch über Nacht bei ihm geblieben war, sind die bedrohlichen Halluzination von Amber vorbei. Seine Schmerzen sind scheinbar auch ohne Vicodin weg. Doch es ist zu schön, um wahr zu sein. Zusätzlich taucht noch ein Patient aus dem ambulanten Bereich auf, ein älterer Herr, der manchmal an einer krächzenden Stimme leidet und der House bis in sein Büro verfolgt; House findet Sodbrennen als Ursache. Das Ende naht, als sich House das gleiche tut wie der junge Patient – er stößt die wichtigste Frau seines Lebens vor den Kopf – nur, dass der Patient es nicht willentlich tut. House hingegen verkündet in der großen Lobby des PPTH lautstark, er habe mit Cuddy, seiner Chefin, geschlafen. Dazu kommt dann noch, dass House bemerken muss, dass er einen Verdacht auf Krebs irrtümlich dem falschen Patienten zugeordnet hatte. Ashton Holmes spielt den jungen Mann mit der unkontrollierbaren Hand, Carl Reiner den älteren Herrn, und die Musik spielt, während Cameron und Chase heiraten. House begreift, dass er durch den Vicodinmissbrauch den Kontakt zur Realität verloren und die Nacht mit Cuddy nur halluziniert hat. In der Schluss-Sequenz sieht man die frohe Hochzeitsfeier der beiden Ärzte, und – in Parallelmontage – House auf dem langen, trüben Weg an einen fernen Ort: Wilson fährt ihn bis vor das Tor der psychiatrischen Klinik „Mayfield“. Hauptdiagnose: Durch Propylenglycol induzierte Arrhythmie mit verstärktem Alien-Hand-Syndrom Nebendiagnose: Klarer Verdacht auf Pankreaskrebs (bei dem älteren Herrn) |           |                               |                          |                      |                                        |                     |                                                                     |

## Staffel 6
Die Erstausstrahlung der sechsten Staffel war vom 21. September 2009 bis zum 17. Mai 2010 auf dem US-amerikanischen Sender Fox zu sehen. Die deutschsprachige Erstausstrahlung der ersten Folge sendete der österreichische Free-TV-Sender ORF 1 am 1. April 2010. Die restlichen Folgen sendete der Schweizer Free-TV-Sender SF zwei vom 6. April bis zum 13. Dezember 2010.
| Nr. (ges.) | Nr. (St.) | Deutscher Titel                         | Originaltitel      | Erstausstrahlung USA | Deutschsprachige Erstausstrahlung (A/CH) | Regie               | Drehbuch                                                                                             |
| --- | --------- | --------------------------------------- | ------------------ | -------------------- | ---------------------------------------- | ------------------- | --- |
| 111 | 1         | Einer flog in das Kuckucksnest – Teil 1 | Broken (1)         | 21. Sep. 2009        | 1. Apr. 2010                             | Katie Jacobs        | Russel Friend, Garrett Lerner, David Foster & David Shore                                            |
| House ist nun in der psychiatrischen Klinik, die er in der letzten Folge der fünften Staffel betreten hat, um dort seine Sucht zu bekämpfen. Da er jedoch vorzeitig entlassen werden möchte, manipuliert er den Leiter der Klinik, Dr. Nolan. Der neue Aufenthaltsort von Gregory House heißt in der Serie Mayfield Psychiatric Hospital, die Außenaufnahmen wurden am Greystone Park Psychiatric Hospital gemacht, das damals schon nicht mehr als Psychiatrische Klinik diente und inzwischen auch abgetragen ist. Hauptdiagnose: Keine |           |                                         |                    |                      |                                          |                     | |
| 112 | 2         | Einer flog in das Kuckucksnest – Teil 2 | Broken (2)         | 21. Sep. 2009        | 6. Apr. 2010                             | Katie Jacobs        | Russel Friend, Garrett Lerner, David Foster & David Shore                                            |
| Endlich sieht House sein Suchtproblem ein und nimmt die ihm verschriebenen Medikamente. Er besucht sogar die Einzelsitzungen mit Dr. Nolan, sodass er Fortschritte erzielen kann. Überraschend lässt House sich auf eine Affäre mit Lydia ein. Hauptdiagnose: Keine |           |                                         |                    |                      |                                          |                     | |
| 113 | 3         | Schritt für Schritt                     | Epic Fail          | 28. Sep. 2009        | 12. Apr. 2010                            | Greg Yaitanes       | Sara Hess & Liz Friedman                                                                             |
| Ein Computerspielentwickler wird mit starken Schmerzen in den Händen in das Princeton-Plainsboro eingeliefert. Das Team dort muss jedoch ohne seinen Chef auskommen, da dieser seine neu erlangte psychische Gesundheit nicht gefährden möchte und stattdessen sein Glück außerhalb des Krankenhauses sucht. Hauptdiagnose: Morbus Fabry |           |                                         |                    |                      |                                          |                     | |
| 114 | 4         | Tyrannen                                | The Tyrant         | 5. Okt. 2009         | 19. Apr. 2010                            | David Straiton      | Peter Blake                                                                                          |
| Der Patient dieser Episode ist der afrikanische Diktator Dibala, welcher berüchtigt für seinen Genozid am Volk der Sitibi ist. Chase missfällt die Behandlung Dibalas, zumal er mehrfach von einem ihm unbekannten Mann davor gewarnt wird, was für Konsequenzen seine Genesung hätte. Schließlich entscheidet sich Chase dafür, die Laborergebnisse zu fälschen, damit Foreman unbewusst eine falsche Therapie einleitet; Dibala verstirbt an dieser. Hauptdiagnose: Blastomykose; Todeseintritt aber durch fälschliche Behandlung gegen Sklerodermie |           |                                         |                    |                      |                                          |                     | |
| 115 | 5         | Einmal Karma, bitte!                    | Instant Karma      | 12. Okt. 2009        | 26. Apr. 2010                            | Greg Yaitanes       | Thomas L. Moran                                                                                      |
| Der Sohn eines reichen Geschäftsmanns wird vom Team diagnostiziert. Währenddessen bereitet sich Foreman und Chase auf die Präsentation des Dibala-Falls vor und Remy versucht durch einen Flug Distanz zu gewinnen. Hauptdiagnose: Primäres Antiphospholipid-Syndrom (APS) |           |                                         |                    |                      |                                          |                     | |
| 116 | 6         | Kopfgeburten                            | Brave Heart        | 19. Okt. 2009        | 3. Mai 2010                              | Matt Shakman        | Lawrence Kaplow                                                                                      |
| Ein Polizist, mit einer mysteriösen Familienvorgeschichte von plötzlichen Todesfällen, wacht bei seiner Autopsie auf und stellt House vor ein Rätsel. Chase meidet die Intensivstation aber redet nicht mit Cameron über seine Probleme. Hauptdiagnose: Zerebrales Aneurysma |           |                                         |                    |                      |                                          |                     | |
| 117 | 7         | Unbekannte Größen                       | Known Unknowns     | 9. Nov. 2009         | 30. Aug. 2010                            | Greg Yaitanes       | Matthew V. Lewis & Doris Egan                                                                        |
| Eine Teenagerin stellt sich im Krankenhaus vor. Als sich ihr Zustand verschlechtert, verliert sie den Bezug zur Realität, sodass der Verdacht aufkommt, dass sie von einem Schriftsteller vergewaltigt wurde. House, Wilson und Cuddy sind auf einer Konferenz wo sich House und Cuddy näher kommen und House erfährt das Lucas Rachel babysittet. House betäubt Wilson und verhindert so, dass dieser durch einen Vortrag seine Karriere zerstört. Hauptdiagnose: Infektion mit Vibrio vulnificus aufgrund von Austernverzehr begünstigt durch Hämochromatose |           |                                         |                    |                      |                                          |                     | |
| 118 | 8         | Teamwork?                               | Teamwork           | 16. Nov. 2009        | 6. Sep. 2010                             | David Straiton      | Eli Attie                                                                                            |
| House erhält seine Zulassung als Mediziner zurück und sein erster Fall beschäftigt ihn gleich mit einem schwerkranken Pornostar. Um ihn retten zu können versucht House sein altes Team wieder zu bekommen. Hauptdiagnose: Morbus Crohn sowie Helminthose |           |                                         |                    |                      |                                          |                     | |
| 119 | 9         | Selig sind die geistig Armen            | Ignorance is Bliss | 23. Nov. 2009        | 13. Sep. 2010                            | Greg Yaitanes       | David Hoselton                                                                                       |
| In seinem neuen Patienten scheint House einen Doppelgänger gefunden zu haben. Der Physiker James ist ebenso brillant, depressiv und exzentrisch wie House, allerdings auch bereit, für seine große Liebe Opfer zu bringen. Hauptdiagnose: TTP (Thrombotisch-thrombozytopenische Purpura), Robo-Tripping (durch Dextromethorphan (Hustensaft) herbeigeführte Rauschzustände), Splenose nach Milztrauma |           |                                         |                    |                      |                                          |                     | |
| 120 | 10        | Vom Wert der Freundschaft               | Wilson             | 30. Nov. 2009        | 20. Sep. 2010                            | Lesli Linka Glatter | David Foster                                                                                         |
| Wilson übernimmt die Behandlung eines alten Patienten und jetzigen Freundes, dessen Arm bei einem gemeinsamen Ausflug plötzlich gelähmt ist. House geht gleich davon aus, dass bei Wilsons Freund der Krebs zurückgekehrt ist. Hauptdiagnose: Akute lymphatische Leukämie und Leberinsuffizienz (hervorgerufen durch eine erhöhte Chemotherapiedosis) |           |                                         |                    |                      |                                          |                     | |
| 121 | 11        | Menschenbilder                          | The Down Low       | 11. Jan. 2010        | 27. Sep. 2010                            | Nick Gomez          | Sara Hess & Liz Friedman                                                                             |
| Ein Drogenhändler bricht zusammen und wird ins Princeton-Plainsboro Krankenhaus gebracht. Dort weigert er sich aber, Details zu seinen Aufenthaltsorten preiszugeben, was die Diagnose erschwert. Dies hat zur Folge, dass House' Team sich in mühseliger Detektivarbeit versuchen muss. Hauptdiagnose: Hughes-Stovin-Syndrom |           |                                         |                    |                      |                                          |                     | |
| 122 | 12        | Reue                                    | Remorse            | 25. Jan. 2010        | 4. Okt. 2010                             | Andrew Bernstein    | Peter Blake                                                                                          |
| House übernimmt den Fall einer überaus attraktiven Patientin, die an starken Ohrenschmerzen leidet. Bald stellt sich heraus, dass diese eine Psychopathin ist. Hauptdiagnose: Morbus Wilson |           |                                         |                    |                      |                                          |                     | |
| 123 | 13        | Possenspiel mit Opossum                 | Moving the Chains  | 1. Feb. 2010         | 11. Okt. 2010                            | David Straiton      | Russel Friend & Garrett Lerner                                                                       |
| Der Starspieler eines College-Footballteams setzt House und sein Team unter Druck bei der Suche nach seiner Krankheit: er will bis zum nächsten Spiel wieder fit werden. Hauptdiagnose: Durch ein Melanom ausgelöstes Paraneoplastisches Syndrom |           |                                         |                    |                      |                                          |                     | |
| 124 | 14        | Ein Arbeitstag wie kein anderer         | 5 to 9             | 8. Feb. 2010         | 18. Okt. 2010                            | Andrew Bernstein    | Thomas L. Moran                                                                                      |
| Die Folge beschreibt einen Arbeitstag von Dr. Lisa Cuddy, in dem sie die Zukunft des Krankenhauses durch einen neuen Vertrag mit einer Versicherung sichern muss. Neben den Verhandlungen muss Dr. Cuddy zusätzlich das Geschehen im Krankenhaus organisieren und überwachen: So stellt sich zufällig heraus, dass eine angesehene Krankenschwester Medikamente für ein illegales Methlabor gestohlen hat; Ein ehemaliger Patient eine Klage gegen das Krankenhaus anstrebt, da ihm unrechtmäßig ein Daumen wiederangenäht wurde und der Patient somit in finanzielle Schwierigkeiten gekommen ist; Ein Streit zwischen den Chirurgen ausbricht, der von Dr. House zusätzlich angeheizt wird. Hauptdiagnose: Keine |           |                                         |                    |                      |                                          |                     | |
| 125 | 15        | Das Privatleben der Anderen             | Private Lives      | 8. März 2010         | 25. Okt. 2010                            | Sanford Bookstaver  | Doris Egan                                                                                           |
| Die Patientin Frankie stellt House und sein Team vor ein neuartiges Problem: die Bloggerin stellt Details ihrer Behandlung ins Internet und lässt sich von ihren Followern Rat geben. Hauptdiagnose: Morbus Whipple |           |                                         |                    |                      |                                          |                     | |
| 126 | 16        | Abby im Sünderland                      | Black Hole         | 15. März 2010        | 1. Nov. 2010                             | Greg Yaitanes       | Lawrence Kaplow                                                                                      |
| Als eine Jugendliche Halluzinationen erleidet wendet House eine kontroverse experimentelle Diagnosemethode an. Das Team muss die Bedeutung der Wahnvorstellungen entschlüsseln, um das Leben der jungen Patientin zu retten. Dabei kommen ungeahnte Wahrheiten ans Licht. Hauptdiagnose: Schistosomiasis |           |                                         |                    |                      |                                          |                     | |
| 127 | 17        | Mitgefangen, mitgehangen                | Lockdown           | 12. Apr. 2010        | 8. Nov. 2010                             | Hugh Laurie         | Handlung: Eli Attie & Peter Blake Schauspiel: Russel Friend, Garrett Lerner, Peter Blake & Eli Attie |
| Ein Neugeborenes verschwindet aus dem Krankenzimmer einer jungen Mutter. Das gesamte Krankenhaus wird deshalb von der Außenwelt abgeriegelt, um das Kind finden zu können. Hauptdiagnose: Keine |           |                                         |                    |                      |                                          |                     | |
| 128 | 18        | In Not ist dieser Rittersmann           | Knight Fall        | 19. Apr. 2010        | 15. Nov. 2010                            | Juan J. Campanella  | John C. Kelley                                                                                       |
| Das Team von Dr. House hilft einem jungen Mann, der wie ein Ritter im Mittelalter lebt und aus unerklärlichen Gründen bei einem Duell todkrank zusammenbricht. Zugleich ist House wütend darüber, dass Wilson sich wieder seiner Ex-Frau annähert. Hauptdiagnose: Steroidmissbrauch, Coniinvergiftung durch Gefleckten Schierling |           |                                         |                    |                      |                                          |                     | |
| 129 | 19        | Offene Ehe                              | Open and Shut      | 26. Apr. 2010        | 22. Nov. 2010                            | Greg Yaitanes       | Liz Friedman & Sara Hess                                                                             |
| Eine in einer offenen Ehe lebende Patientin wird von House Team diagnostiziert. Dieser ungewöhnliche Umstand hat auch Auswirkungen auf die Ehe von Dr. Taub. Hauptdiagnose: Purpura Schönlein-Henoch |           |                                         |                    |                      |                                          |                     | |
| 130 | 20        | Im Nein liegt die Wahrheit              | The Choice         | 3. Mai 2010          | 29. Nov. 2010                            | Juan J. Campanella  | David Hoselton                                                                                       |
| Einem Bräutigam verschlägt es vor dem Altar die Sprache. Es kommt heraus, dass er sich einer Konversionstherapie unterzogen hatte. Jedoch haben nicht die eingesetzten „Medikamente“, sondern eine Elektrokonvulsionstherapie die Verschlechterung hervorgerufen. Wilson bezahlt das Team von House, damit sie Zeit nach der Arbeit mit ihm verbringen, da er Zeit mit Sam verbringt und House immer mehr Probleme mit Schmerz in seinem Bein und Alkohol bekommt. Hauptdiagnose: Chiari-Malformation |           |                                         |                    |                      |                                          |                     | |
| 131 | 21        | Identitäten                             | Baggage            | 10. Mai 2010         | 6. Dez. 2010                             | David Straiton      | Doris Egan & David Foster                                                                            |
| House ist bei seinem Psychotherapeuten Dr. Nolan und berichtet ihm über verschiedene Episoden aus der letzten Zeit, sowohl private Dinge als auch über seinen letzten Fall, einer Frau, die sich mit Amnesie in der Notaufnahme vorstellt. Im Gespräch stellt sich heraus, dass House verärgert darüber ist, dass um ihn herum alle glücklich sind und dass auch nach einem Jahr Therapie er sich immer noch schlecht fühlt, woraufhin er die Therapie abbricht. Hauptdiagnose: Allergische Reaktion aufgrund eines nur oberflächlich entfernten Tattoos |           |                                         |                    |                      |                                          |                     | |
| 132 | 22        | Hilf mir!                               | Help Me            | 17. Mai 2010         | 13. Dez. 2010                            | Greg Yaitanes       | Russel Friend, Garrett Lerner & Peter Blake                                                          |
| Nachdem ein Kran auf ein Gebäude gestürzt ist behandeln House und Cuddy Patienten vor Ort. Dabei erfährt House, dass Cuddy und Lucas sich verlobt haben. Eine Patientin ist unter Trümmern eingeklemmt und House muss ihr Bein amputieren, damit sie gerettet werden kann. Im Rettungswagen stirbt sie an einer Fettembolie. Remy hinterlässt einen Brief, in dem sie um eine Auszeit bittet. House ist verzweifelt zu Hause und kurz davor erneut Vicodin zu nehmen, als Cuddy erscheint und berichtet, dass sie sich von Lucas getrennt hat und mit House zusammen sein will. Sie küssen sich. Hauptdiagnose: Zyste im Rückenmark (Kranführer), Fettembolie hervorgerufen durch eine Amputation (Hannah)         |           |                                         |                    |                      |                                          |                     | |

## Staffel 7
Die Erstausstrahlung der siebten Staffel war vom 20. September 2010 bis zum 23. Mai 2011 auf dem US-amerikanischen Sender Fox zu sehen. Die deutschsprachige Erstausstrahlung der ersten neun Episoden war vom 24. März bis zum 26. Mai 2011 auf dem Free-TV-Sender ORF eins gesendet. Die der weiteren Episoden wird seit dem 5. September 2011 auf dem Schweizer Sender SF zwei gesendet. Das Finale wurde auf ORFeins am 1. Dezember 2011 erstausgestrahlt.
| Nr. (ges.) | Nr. (St.) | Deutscher Titel                             | Originaltitel          | Erstausstrahlung USA | Deutschsprachige Erstausstrahlung (A/CH) | Regie              | Drehbuch                                                            |
| --- | --------- | ------------------------------------------- | ---------------------- | -------------------- | ---------------------------------------- | ------------------ | ------------------------------------------------------------------- |
| 133 | 1         | Und nun?                                    | Now What?              | 20. Sep. 2010        | 24. März 2011                            | Greg Yaitanes      | Doris Egan                                                          |
| In der letzten Episode der 6. Staffel gestehen sich House und Cuddy ihre Liebe. Daran anschließend verbringen sie die Nacht miteinander und versuchen am darauf folgenden Tag den Rahmen einer möglichen Beziehung zu ziehen. Da sie sich in House' Appartement eingeschlossen haben, sieht Wilson bei House eine Krise aufziehen. Gleichzeitig muss Cuddys Assistent versuchen, für den diensthabenden Neurochirurgen Dr. Richardson (George Wyner) einen Ersatz zu beschaffen, da das Krankenhaus sonst in Teilen schließen muss. House versucht telefonisch die Lage zu entschärfen, dadurch muss das Team sich daran machen, Dr. Richardson zu therapieren. Dreizehn plant ihren Abschied und lässt sich scheinbar nicht von ihren Plänen abbringen, an einer riskanten Therapie-Studie in Rom teilzunehmen. Foreman findet allerdings heraus, dass die Kliniken in Rom nie von Dreizehn gehört haben und dass sie ihre Telefone abgemeldet hat. Hauptdiagnose: Lebensmittelvergiftung durch Kröteneier                                                      |           |                                             |                        |                      |                                          |                    |                                                                     |
| 134 | 2         | Die Liebe in der Ellenbogengesellschaft     | Selfish                | 27. Sep. 2010        | 7. Apr. 2011                             | Dan Attias         | Eli Attie                                                           |
| Della (Alyson Stoner), ein sportlicher Teenager, bricht beim Skateboarden zusammen. Es stellt sich nach verschiedenen Fehldiagnosen heraus, dass die einzige Überlebenschance für sie ist, eine Teil-Lungentransplantation von ihrem Bruder Hugo (Cody Saintgnue) anzunehmen. House und Cuddy planen, sowohl offiziell bei der Personalabteilung der Klinik als auch beim Team und anderen ihre Beziehung zu verkünden. Beide versichern, professionell mit der Situation umzugehen. House und Cuddy müssen erkennen, dass nur ein „brutal offener und ehrlicher“ Umgang miteinander, Beziehung und berufliche Zusammenarbeit miteinander vereinbar machen. Hauptdiagnose: Sichelzellenanämie (Della) |           |                                             |                        |                      |                                          |                    |                                                                     |
| 135 | 3         | Mit anderen Worten                          | Unwritten              | 4. Okt. 2010         | 14. Apr. 2011                            | Greg Yaitanes      | John C. Kelley                                                      |
| Die von House verehrte Kinderbuchautorin Alice Tanner wird in Princeton-Plainsboro eingeliefert. Sie hat versucht sich das Leben zu nehmen. Nun will House herausfinden, woher ihr Todeswunsch kommt. Auch das Privatleben von House bietet Interessantes: Ein Doppeldate mit Wilson und Sam. Hauptdiagnose: Posttraumatische Syringomyelie |           |                                             |                        |                      |                                          |                    |                                                                     |
| 136 | 4         | Neben der Wahrheit                          | Massage Therapy        | 11. Okt. 2010        | 21. Apr. 2011                            | David Straiton     | Peter Blake                                                         |
| Eine notorische Lügnerin sucht bei Dr. House nach Hilfe. Da Chase eine Psychiaterin einstellt, die konsequent die falschen Diagnosen stellt, wird die Behandlung der Patientin immer interessanter. Hauptdiagnose: Nebenwirkungen der Therapie der zugrunde liegenden Schizophrenie (hervorgerufen durch Wirkstoff Risperidon) |           |                                             |                        |                      |                                          |                    |                                                                     |
| 137 | 5         | Wer qualifiziert sich für das vierte Gebot? | Unplanned Parenthood   | 18. Okt. 2010        | 28. Apr. 2011                            | Greg Yaitanes      | David Foster                                                        |
| Ein Baby kämpft mit Lungen- und Leberproblemen. Das Team um Dr. House findet heraus, dass es die Symptome durch das Blut der Mutter bekommt. Das Blut der Mutter macht das Baby aber gleichsam auch gesund. Bei der Diagnose arbeitet das Team mit einer Kinderärztin zusammen, die Taub als ideale Nachfolgerin für Dreizehn ausmacht. Hauptdiagnose: Melanom (Mutter und Kind), unterdrückt durch die immunstimulierende Wirkung eines Lungenkrebses (Mutter). |           |                                             |                        |                      |                                          |                    |                                                                     |
| 138 | 6         | Arena der Genies                            | Office Politics        | 8. Nov. 2010         | 5. Mai 2011                              | Sanford Bookstaver | Seth Hoffman                                                        |
| Ein Politikberater wird mit lebensbedrohlicher Hepatitis C ins Princeton-Plainsboro eingeliefert. House entdeckt sein gut gehütetes Geheimnis, doch um ihn retten zu können darf Cuddy nichts davon wissen. Cuddy stellt zwischenzeitlich eine sehr begabte Medizinstudentin namens Martha Masters ein. Hauptdiagnose: Hepatitis C |           |                                             |                        |                      |                                          |                    |                                                                     |
| 139 | 7         | Gefahr von gestern?                         | A Pox on Our House     | 15. Nov. 2010        | 12. Mai 2011                             | Tucker Gates       | Lawrence Kaplow                                                     |
| Eine junge Taucherin hat sich an einem vor Jahrhunderten gesunkenen Schiff vermutlich mit Pocken infiziert, weshalb das Princeton-Plainsboro unter Quarantäne gestellt wird. Die Seuchenbehörde übernimmt das Kommando, doch House vermutet eine andere Erkrankung. Hauptdiagnose: Rickettsien-Pocken |           |                                             |                        |                      |                                          |                    |                                                                     |
| 140 | 8         | Die Last der Lügen                          | Small Sacrifices       | 22. Nov. 2010        | 19. Mai 2011                             | Greg Yaitanes      | David Hoselton                                                      |
| Ein religiöser Familienvater bricht bei seiner eigenen Kreuzigung zusammen, die er jährlich abhält um für die wundersame Heilung einer Krebserkrankung seiner Tochter zu danken. Er kommt in Krankenhaus, doch verweigert dort die medizinische Behandlung. Hauptdiagnose: Multiple Sklerose (Marburg-Variante) und Rhodococcus equi |           |                                             |                        |                      |                                          |                    |                                                                     |
| 141 | 9         | Mutter aus heiterer Hölle                   | Larger Than Life       | 17. Jan. 2011        | 26. Mai 2011                             | Miguel Sapochnik   | Sara Hess                                                           |
| Ein junger Mann rettet eine Epileptikerin davor, von einer U-Bahn überrollt zu werden- dann bricht auch er zusammen. Das Team kann zunächst keine typischen Krankheitsmerkmale finden und die Diagnose wird zudem noch dadurch erschwert, dass Cuddys nörgelnde Mutter im Krankenhaus auftaucht. Hauptdiagnose: Windpocken / Herpes Zoster durch Varizella-Zoster-Virus |           |                                             |                        |                      |                                          |                    |                                                                     |
| 142 | 10        | Großer Mann, was nun?                       | Carrot or Stick        | 24. Jan. 2011        | 5. Sep. 2011                             | David Straiton     | Liz Friedman                                                        |
| Der Drillmeister und einer seiner Straftäter brechen in einer Jugendbesserungsanstalt zusammen und werden ins Princeton-Plainsboro eingeliefert. Dort stößt House auf eine mysteriöse Spur. Chase hingegen ist anderweitig beschäftigt: er sucht nach der Frau, die als Racheakt manipulierte Fotos von ihm ins Internet stellt. Hauptdiagnose: Porphyria variegata |           |                                             |                        |                      |                                          |                    |                                                                     |
| 143 | 11        | Spießrutenlauf                              | Family Practice        | 7. Feb. 2011         | 12. Sep. 2011                            | Miguel Sapochnik   | Peter Blake                                                         |
| Cuddys Mutter Ariene erleidet beim Shoppen einen Herzanfall. Im Krankenhaus kümmert sich House um seine „geliebte“ Schwiegermutter. Die Diagnose gefällt weder Arlene noch Cuddy. Hauptdiagnose: Kobaltvergiftung |           |                                             |                        |                      |                                          |                    |                                                                     |
| 144 | 12        | Denke immer daran                           | You Must Remember This | 14. Feb. 2011        | 19. Sep. 2011                            | David Platt        | Kath Lingenfelter                                                   |
| Eine Kellnerin mit 100%iger Erinnerung bricht im Restaurant zusammen. House und sein Team finden einen Teil der Ursache, doch auch die perfekte Erinnerung bringt Probleme mit sich. Hauptdiagnose: McLeod-Syndrom |           |                                             |                        |                      |                                          |                    |                                                                     |
| 145 | 13        | Fehlerkultur                                | Two Stories            | 21. Feb. 2011        | 26. Sep. 2011                            | Greg Yaitanes      | Thomas L. Moran                                                     |
| Cuddys Tochter soll an eine neue Schule. House bietet scheinbar selbstlos an, dort an einem Job-Beratungstag seinen Beruf vorzustellen. Dadurch will er rausfinden, warum Cuddy auf ihn wütend ist. Hauptdiagnose: Essen in der Lunge stecken geblieben |           |                                             |                        |                      |                                          |                    |                                                                     |
| 146 | 14        | Beziehungsweise                             | Recession Proof        | 28. Feb. 2011        | 3. Okt. 2011                             | S.J. Clarkson      | John C. Kelley                                                      |
| Geschockt erlebt House, wie einer seiner Patienten ins Koma fällt und langsam stirbt. Erschwerend kommt hinzu, dass er bemerkt, dass er nicht beides haben kann: eine Beziehung mit Cuddy und gleichzeitig ein genialer Arzt zu sein. Hauptdiagnose: Muckle-Wells-Syndrom |           |                                             |                        |                      |                                          |                    |                                                                     |
| 147 | 15        | Schlag auf Schlag                           | Bombshells             | 7. März 2011         | 10. Okt. 2011                            | Greg Yaitanes      | Liz Friedman & Sara Hess                                            |
| Houses Chefin und Partnerin, Lisa Cuddy, wird krank. Diagnose Krebs. Dies überfordert den kalten Diagnostiker, der sich gegen das Todesurteil für seine Freundin sträubt und die Kontrolle verliert. Hauptdiagnose: Staphylokokken (Ryan) & gutartiger Nierentumor sowie Antibiotikumallergie (Cuddy) |           |                                             |                        |                      |                                          |                    |                                                                     |
| 148 | 16        | Schutzlos                                   | Out of the Chute       | 14. März 2011        | 17. Okt. 2011                            | Sanford Bookstaver | Lawrence Kaplow & Thomas L. Moran                                   |
| Nach dem Beziehungsende mit Cuddy reagiert sich House in einem Luxushotel mit Callgirls und Vicodin ab. Nur ein neuer Patient kann ihn aus der Lethargie holen und er ordnet gegen den Widerstand seiner Kollegen eine waghalsige Operation an. Hauptdiagnose: Bartonellose |           |                                             |                        |                      |                                          |                    |                                                                     |
| 149 | 17        | Ungnade                                     | Fall From Grace        | 21. März 2011        | 24. Okt. 2011                            | Tucker Gates       | John C. Kelley                                                      |
| Ein junger Obdachloser mit Geruchsstörungen wird vom Team behandelt. Nach der Diagnostik stellt sich zum Entsetzen Masters heraus, dass er ein gesuchter Serienkiller ist. House heiratet Dominika um ihr den Erhalt einer Green Card zu ermöglichen Hauptdiagnose: Refsum-Syndrom |           |                                             |                        |                      |                                          |                    |                                                                     |
| 150 | 18        | Verschüttete Wahrheiten                     | The Dig                | 11. Apr. 2011        | 31. Okt. 2011                            | Matt Shakman       | David Hoselton & Sara Hess                                          |
| Ein Ehepaar lebt in einer Messie-Wohnung und Martha versucht den Auslöser des Hortens zu finden. House holt Remy aus dem Gefängnis ab, wo sie sechs Monate für die Euthanasie ihres ebenfalls an Chorea Huntington erkrankten Bruders verbrachte. House bietet ihr an, sie zu töten, wenn die Krankheit fortschreitet. Hauptdiagnosen: Messie-Syndrom infolge eines Ehlers-Danlos-Syndroms, Q-Fieber (Nina) & Q-Fieber (Brian) |           |                                             |                        |                      |                                          |                    |                                                                     |
| 151 | 19        | Masters’ letzte Versuchung                  | Last Temptation        | 18. Apr. 2011        | 7. Nov. 2011                             | Tim Southam        | David Foster & Liz Friedman                                         |
| Eine jugendliche Seglerin ist die letzte Patientin von Martha als Studentin. Als Martha lügen muss, um das Leben von Kendall zu retten, entschließt sie sich, nicht als Praktikantin bei House anzufangen und verlässt die Abteilung. Hauptdiagnose: Osteosarkom im linken Arm |           |                                             |                        |                      |                                          |                    |                                                                     |
| 152 | 20        | Schneller als die Moral                     | Changes                | 2. Mai 2011          | 14. Nov. 2011                            | David Straiton     | Handlung: Eli Attie & Seth Hoffman Schauspiel: Eli Attie            |
| Ein Lotto-Gewinner zeigt Lähmungserscheinungen und mehrere Krebsarten. Arlene verklagt die Klinik im Versuch House und Cuddy zurück zusammenzubringen. Foreman, Chase und Remy beschäftigen sich mit ihren negativen Charaktereigenschaften. Hauptdiagnose: Teratom |           |                                             |                        |                      |                                          |                    |                                                                     |
| 153 | 21        | Unheilsgeschichten                          | The Fix                | 9. Mai 2011          | 21. Nov. 2011                            | Greg Yaitanes      | Handlung: Thomas L. Moran Schauspiel: Thomas L. Moran & David Shore |
| Eine Wissenschaftlerin wird mit dem Verdacht auf Strahlenkrankheit behandelt, aber ihr Zustand verbessert sich erst in einem Reinraum. Um eine Wette zu gewinnen unternimmt House mehrere Versuche eine Krankheit bei einem Boxer zu finden. House spritzt sich eine Substanz, welche bei Ratten Muskelwachstum hervorrufen soll. Hauptdiagnose: Cantharidinvergiftung (Dr. Lee) & Glomustumor (Terry) |           |                                             |                        |                      |                                          |                    |                                                                     |
| 154 | 22        | Ärztekummer                                 | After Hours            | 16. Mai 2011         | 28. Nov. 2011                            | Miguel Sapochnik   | Seth Hoffman, Russel Friend & Garrett Lerner                        |
| Die Ärzte werden im Verlaufe einer Nacht gezeigt. Eine Freundin aus dem Gefängnis kommt mit einer Stichwunde zu Remy nach Hause. Remy muss Chase um Hilfe bei der Versorgung bitten. Dieser bringt Darrien gegen den Willen von ihr und Remy ins Krankenhaus. Remy erzählt Chase vom Tod ihres Bruders, was Chase an den Dibala-Fall erinnert. Taub bekommt von Ruby gesagt, dass sie schwanger sei. Er geht mit Foreman in einen Stripclub, um den Schock zu verarbeiten und entdeckt einen auffälligen Leberfleck bei einer Tänzerin. Nachdem House im Labor feststellt, dass alle Ratten an der Substanz gestorben sind, und er bei sich ein Symptom bemerkt, entschließt er sich, nach einem CT-Scan, sein Bein selber von den aufgetretenen Tumoren zu befreien. Er hat Angst, dass ein Chirurg sein Bein amputieren würde. Als er bei der Operation in seiner Badewanne nicht mehr weiter kommt, ruft er Cuddy um Hilfe, da alle anderen seinen Anruf nicht entgegennehmen. Sie bringt ihn ins Krankenhaus, wo er operiert wird. Hauptdiagnose: Amöbenruhr |           |                                             |                        |                      |                                          |                    |                                                                     |
| 155 | 23        | Entzwei                                     | Moving On              | 23. Mai 2011         | 1. Dez. 2011                             | Greg Yaitanes      | Kath Lingenfelter & Peter Blake                                     |
| Eine Künstlerin stellt das Team vor die Herausforderung, sie zu diagnostizieren, ohne dass sie ihnen alle Informationen gibt. Sie filmt und fotografiert den Vorgang für eine Ausstellung. Taub bekommt von Rachel gesagt, dass sie ebenfalls schwanger seien. House fährt mit seinem Auto in Cuddys Haus, als er dort einen anderen Mann sieht. Hauptdiagnose: Wegener-Granulomatose |           |                                             |                        |                      |                                          |                    |                                                                     |

## Staffel 8
Die Erstausstrahlung der achten Staffel war vom 3. Oktober 2011 bis zum 21. Mai 2012 auf dem US-amerikanischen Sender Fox zu sehen. Die deutschsprachige Erstausstrahlung sendete der Schweizer Free-TV-Sender SF zwei vom 27. Februar 2012 bis zum 3. Dezember 2012.
Das Datum der kanadischen Erstausstrahlung ist aufgeführt, da eine Episode dieser Staffel drei Wochen vor der Ausstrahlung in den Vereinigten Staaten in Kanada erstausgestrahlt wurde, was auf eine 30-stündige Wetterverzögerung bei den 500 Meilen von Daytona NASCAR-Sprint-Cup zurückzuführen war, die dazu führte, dass Fox das verschobene Autorennen in der Zeit übertrug, als Dr. House ausgestrahlt werden sollte.
| Nr. (ges.) | Nr. (St.) | Deutscher Titel                 | Originaltitel       | Erstausstrahlung Kanada | Deutschsprachige Erstausstrahlung (CH) | Regie              | Drehbuch                                                     |
| --- | --------- | ------------------------------- | ------------------- | ----------------------- | -------------------------------------- | ------------------ | ------------------------------------------------------------ |
| 156 | 1         | Mein Vicodin, dein Vicodin      | Twenty Vicodin      | 3. Okt. 2011            | 27. Feb. 2012                          | Greg Yaitanes      | Peter Blake                                                  |
| Nachdem Dr. House sein Auto in Cuddys Haus gefahren hat, sitzt er nun im Gefängnis. Hier stellt er auf eigene Faust auch Diagnosen. Auf Grund seines Verhaltens gegenüber den Patienten im Gefängnis muss House länger im Gefängnis bleiben als vorher angenommen. Hauptdiagnose: Mastozytose |           |                                 |                     |                         |                                        |                    |                                                              |
| 157 | 2         | Der neue Stand der Dinge        | Transplant          | 10. Okt. 2011           | 5. März 2012                           | Dan Attias         | Liz Friedman & David Foster                                  |
| House wird nach der Verlängerung seines Gefängnisaufenthaltes 6 Monate früher als geplant und mitten in der Nacht auf Bewährung in die Aufsicht seines „Bewährungshelfers“ Foreman entlassen. House soll umgehend bei einem Transplantationsfall weiterhelfen, um eine Transplantatsempfängerin zu retten. Sein Patient: eine freigelegte autonome Lunge, welche innerhalb von 24 Stunden transplantiert werden muss. Ihm bleiben noch 12 Stunden zur Heilung der Lunge. Bedingung für seine Freilassung auf Bewährung: er untersteht voll und ganz den Anweisungen von Foreman und darf sich nur im Princeton-Plainsboro und bei sich zuhause aufhalten. Cuddy hatte das PPTH einen Tag nach jenem „Unfall“ in ihrem Wohnzimmer verlassen. House’ gesamtes Team bis auf Foreman ist nicht mehr da, sein Büro wurde aufgelöst. Sein neues Team: Dr. Chi Park, die beurlaubt ist, weil sie ihren ehemaligen Vorgesetzten geschlagen hat. Hauptdiagnose: Eosinophile Pneumonitis |           |                                 |                     |                         |                                        |                    |                                                              |
| 158 | 3         | Der Multi Millionen Dollar Mann | Charity Case        | 17. Okt. 2011           | 12. März 2012                          | Greg Yaitanes      | Sara Hess                                                    |
| Dr. House kann nur mit Hilfe von zwei sehr unerfahrenen Ärzten eine Diagnose erstellen. Er versucht mit Dreizehn in Kontakt zu treten, die sich letztendlich überreden lässt, ins Krankenhaus zu kommen. Zum Schluss jedoch feuert er sie wieder. Weiterhin fern bleiben Dr. Taub und Dr. Chase. Hauptdiagnose: autonomes Adenom |           |                                 |                     |                         |                                        |                    |                                                              |
| 159 | 4         | Arzt und Glücksritter           | Risky Business      | 31. Okt. 2011           | 19. März 2012                          | Sanford Bookstaver | Seth Hoffman                                                 |
| House und sein Team kümmern sich rund um die Uhr um einen sehr reichen und sehr kranken Patienten. Park bereitet sich derweil auf ihre Anhörung vor dem Disziplinarausschuss des Krankenhauses vor. Hauptdiagnose: Hyperviskositätssyndrom, sekundär zu rheumatoider Arthritis |           |                                 |                     |                         |                                        |                    |                                                              |
| 160 | 5         | Bobs Taten                      | The Confession      | 7. Nov. 2011            | 26. März 2012                          | Kate Woods         | John C. Kelley                                               |
| Taub und Chase kehren zurück. Das Team entdeckt die schockierenden Geheimnisse des Patienten Bob, der in seiner Heimatstadt als wohltätiger, makelloser Held gefeiert wird. Mit einer öffentlichen Beichte zerstört Bob jedoch seine Hoffnung auf ein Spenderorgan. Hauptdiagnose: Kawasaki-Syndrom |           |                                 |                     |                         |                                        |                    |                                                              |
| 161 | 6         | Von schlechten Eltern           | Parents             | 14. Nov. 2011           | 2. Apr. 2012                           | Greg Yaitanes      | Eli Attie                                                    |
| Während der Suche nach einem geeigneten Knochenmarkspender für einen jungen Patienten des Princeton-Plainsboro kommt ein verstörendes Geheimnis über die Familie des Jungen ans Licht. Hauptdiagnose: Syphilis |           |                                 |                     |                         |                                        |                    |                                                              |
| 162 | 7         | Rätsel sucht Arzt               | Dead & Buried       | 21. Nov. 2011           | 9. Apr. 2012                           | Miguel Sapochnik   | David Hoselton                                               |
| Die Ängste einer Vierzehnjährigen, deren körperliche Symptome sich kontinuierlich verschlechtern, sind keineswegs eingebildet. House derweil sucht sich seinen eigenen medizinischen Fall zum Lösen: einen Vierjährigen, der bereits vor mehreren Jahren gestorben ist. Hauptdiagnose: Chorionepitheliom und dissoziative Identitätsstörung (Iris), Alport-Syndrom (Drew) |           |                                 |                     |                         |                                        |                    |                                                              |
| 163 | 8         | Perlen der Paranoia             | Perils of Paranoia  | 28. Nov. 2011           | 16. Apr. 2012                          | David Straiton     | Thomas L. Moran                                              |
| Als das Team von House in der Wohnung eines Patienten ein riesiges Waffenarsenal findet, wird klar, dass der Patient nicht überängstlich ist, sondern an einer tiefliegenden psychologischen Störung leidet. Hauptdiagnose: Diphtherie |           |                                 |                     |                         |                                        |                    |                                                              |
| 164 | 9         | Bessere Hälften                 | Better Half         | 23. Jan. 2012           | 23. Apr. 2012                          | Greg Yaitanes      | Kath Lingenfelter                                            |
| Gleich zwei Paare müssen zeigen, ob sie wirklich „in guten wie in schlechten Tagen“ zusammenhalten: ein Mann mit Alzheimer und dessen Frau, sowie ein Paar, das in sexloser Ehe lebt. Hauptdiagnose: Reye-Syndrom |           |                                 |                     |                         |                                        |                    |                                                              |
| 165 | 10        | Ausreisser                      | Runaways            | 30. Jan. 2012           | 3. Sep. 2012                           | Sanford Bookstaver | Marqui Jackson                                               |
| Eine junge obdachlose Frau benötigt die Zustimmung eines Erziehungsberechtigten für ihre Behandlung. Sie beichtet, dass sie von zu Hause weggerannt ist, nachdem sie versucht hatte, ihre Mutter, eine Drogensüchtige auf Entzug, zu pflegen. Hauptdiagnose: Ascariasis |           |                                 |                     |                         |                                        |                    |                                                              |
| 166 | 11        | Schuld daran ist wer?           | Nobody’s Fault      | 6. Feb. 2012            | 10. Sep. 2012                          | Greg Yaitanes      | David Foster, Russel Friend & Garrett Lerner                 |
| Nach einem dramatischen Zwischenfall muss Dr. Walter Cofield, ehemals Mentor von Foreman und aktuell Chefarzt der Neurologie, die ungewöhnlichen Methoden von House und dessen Team überprüfen. Hauptdiagnose: Tumorlyse-Syndrom & Psychose als Nebenwirkung anaboler Steroide |           |                                 |                     |                         |                                        |                    |                                                              |
| 167 | 12        | Chase                           | Chase               | 13. Feb. 2012           | 17. Sep. 2012                          | Matt Shakman       | Peter Blake & Eli Attie                                      |
| Chase nimmt House Entschuldigung für den Messerstechervorfall nicht an. Er bleibt dem Team fern und kuriert sich weiter aus. Foreman überredet ihn zumindest wieder im Krankenhaus zu arbeiten. Chase verliebt sich in eine Patientin aus der Notaufnahme, eine angehende Nonne. Er nimmt sie als Patientin auf, behandelt sie, entlässt sie und schläft anschließend mit ihr. Am nächsten Morgen spuckt sie erneut Blut. Chase bringt sie zurück ins Krankenhaus. Durch eine Not-OP wird sie gerettet. Letztendlich ist es House, der ihm den entscheidenden Hinweis gibt, wie sie gesund werden kann. Chase will mit ihr leben, doch sie will nun doch wieder zu den Nonnen zurück und Geistliche werden. Chase lässt sie los und kehrt zu House ins Team zurück. Hauptdiagnose: Arteriitis cranialis |           |                                 |                     |                         |                                        |                    |                                                              |
| 168 | 13        | Die Ehe der Dominika House      | Man of the House    | 20. Feb. 2012           | 24. Sep. 2012                          | Colin Bucksey      | Sara Hess & Liz Friedman                                     |
| House muss der Einwanderungsbehörde vorspielen, dass seine Ehe mit der Ukrainerin Dominika echt ist und nicht nur deren Aufenthaltsgenehmigung wegen geschlossen wurde. Derweil hat sein Team es mit einem Paartherapeuten zu tun, der vor und nach einem Zusammenbruch Widersprüchliches sagt. Hauptdiagnose: subakute lymphozytäre Thyreoditiden sekundär zu polyglandulärem Autoimmunsyndrom Typ III |           |                                 |                     |                         |                                        |                    |                                                              |
| 169 | 14        | Alle meine Väter?               | Love is Blind       | 27. Feb. 2012           | 1. Okt. 2012                           | Tim Southam        | John C. Kelley                                               |
| House und sein Team wollen unbedingt das Leben eines Blinden retten, damit er seiner Freundin einen Heiratsantrag machen kann, und House hat mal wieder interessante Neuigkeiten auf Lager. Hauptdiagnose: Mukormykose |           |                                 |                     |                         |                                        |                    |                                                              |
| 170 | 15        | Hetzen und Petzen               | Blowing the Whistle | 2. Apr. 2012            | 8. Okt. 2012                           | Julian Higgins     | Handlung: Danny Weiss Schauspiel: Danny Weiss & Seth Hoffman |
| Ein Ex-Soldat verweigert sich so lange der Behandlung, bis er die unter Verschluss gehaltene Akte seines verstorbenen Vaters einsehen darf. Adams überzeugt das Team, dass sie House ins Gebet nehmen müssen. Hauptdiagnose: Fleckfieber |           |                                 |                     |                         |                                        |                    |                                                              |
| 171 | 16        | Plötzlich Familie!              | Gut Check           | 9. Apr. 2012            | 15. Okt. 2012                          | Miguel Sapochnik   | Jamie Conway & David Hoselton                                |
| Ein Eishockeyspieler kollabiert auf dem Eis und muss gerettet werden. Gleichzeitig eröffnet House seinem Freund Wilson eine überraschende Neuigkeit und Park denkt darüber nach, ihre häusliche Situation zu verändern. Hauptdiagnose: Miller-Fisher-Syndrom |           |                                 |                     |                         |                                        |                    |                                                              |
| 172 | 17        | Henry und die Frauen            | We Need the Eggs    | 16. Apr. 2012           | 22. Okt. 2012                          | David Straiton     | Peter Blake & Sara Hess                                      |
| Das Team behandelt einen Mann, der Bindungsängste hat und daher mit einer Puppe zusammen wohnt. House lernt Dominika währenddessen immer mehr schätzen. Hauptdiagnose: Primäre Amöbenmeningoenzephalitis |           |                                 |                     |                         |                                        |                    |                                                              |
| 173 | 18        | Trug und Schluss                | Body and Soul       | 23. Apr. 2012           | 29. Okt. 2012                          | Stefan Schwartz    | Dustin Paddock                                               |
| Das Team von Dr. House übernimmt den Fall eines asiatischen Kindes mit Albträumen, die sich somatisch manifestieren. Dabei kämpfen sie nicht nur gegen die Krankheit, sondern auch gegen den Großvater des Kindes, welcher einen Exorzismus durchführen will. House’ Ehefrau verlässt ihn, nachdem sie erfahren hat, dass er ihr den Bescheid über Erteilung der Green Card der Einwanderungsbehörde vorenthielt, um sie länger an sich zu binden. Des Weiteren erfährt Wilson, dass er ein Thymom hat. Hauptdiagnose: persistierender Ductus arteriosus (Lue) und Thymom (Wilson) |           |                                 |                     |                         |                                        |                    |                                                              |
| 174 | 19        | Ziemlich allerbeste Freunde     | The C-Word          | 30. Apr. 2012           | 5. Nov. 2012                           | Hugh Laurie        | John C. Kelley & Marqui Jackson                              |
| House verabreicht, bei sich zu Hause, Wilson eine Chemotherapie. Sein Team behandelt ein Mädchen mit einer genetischen Erkrankung. Ihre Mutter ist Ärztin und hatte versucht, sie mit einem nicht zugelassenen Medikament zu therapieren. Hauptdiagnose: Vorhof-Myxom und bekannter Gendefekt Louis-Bar-Syndrom |           |                                 |                     |                         |                                        |                    |                                                              |
| 175 | 20        | Das Leben vor dem Tod           | Post Mortem         | 7. Mai 2012             | 19. Nov. 2012                          | Peter Weller       | David Hoselton & Kath Lingenfelter                           |
| Ein Pathologe wird von einem Team um Chase behandelt. Chase realisiert, dass er den nächsten Schritt gehen will und kündigt an, das Team zu verlassen. House und Wilson erleben eine abenteuerliche Fahrt, bevor House im CT sieht, dass die Chemotherapie nicht den gewünschten Erfolg gebracht hat. Hauptdiagnose: Hypothyreose |           |                                 |                     |                         |                                        |                    |                                                              |
| 176 | 21        | Mit der Wut der Verzweiflung    | Holding On          | 14. Mai 2012            | 26. Nov. 2012                          | Miguel Sapochnik   | Russel Friend, Garrett Lerner & David Foster                 |
| House lehnt sich mit allen legalen und illegalen Mitteln gegen den drohenden Tod von Wilson auf. Hauptdiagnose: persistierende Steigbügel-Arterie |           |                                 |                     |                         |                                        |                    |                                                              |
| 177 | 22        | Letzter Akt: Reichenbachfall    | Everybody Dies      | 21. Mai 2012            | 3. Dez. 2012                           | David Shore        | David Shore, Peter Blake & Eli Attie                         |
| In der Rahmenhandlung liegt House im Obergeschoss eines brennenden Hauses neben einer Leiche und halluziniert Gespräche mit toten Weggefährten (Kutner, Volakis). In Rückblenden behandelt House einen Drogenabhängigen was ihn dazu zwingt, sein eigenes Leben zu überdenken. Die Leiche neben ihm ist jener Patient. Rückblenden zeigen, dass House erfolglos versucht, durch Foreman und Wilson einen Aufschub seiner Gefängnisstrafe zu erreichen. Da dies bedeuten würde, dass er die letzten Monate, die Wilson noch zu leben hat, nicht miterleben dürfe, entscheidet er sich für den Freitod. Die halluzinierten Gespräche (Warner, Cameron) bewegen House schließlich, seinen Entschluss zu überdenken. Er steht auf und will aus dem Haus. Durch verschiedene Hinweise kommen Foreman und Wilson darauf, wo House ist, erreichen das brennende Haus und sehen einen Umriss, der gerade auf die Tür zugeht, als eine Explosion das Haus in Schutt und Asche legt. Die im Haus geborgene Leiche wird als House identifiziert. Während der Trauerfeier findet jeder der Anwesenden gute Worte über House, außer Wilson, der ihn als „Scheusal“ und „verbitterter Sadist“ bezeichnet. Während seiner Tirade empfängt Wilson eine Nachricht auf einem ihm zugestecktem Handy: “SHUT UP YOU IDIOT” (deutsch: „Halt die Klappe du Idiot“). Wilson trifft tatsächlich auf House, der durch die Hintertür entkommen ist und das Feuer so überlebt hat. Er hat die zahnärztlichen Akten vertauscht, um offiziell als tot zu gelten. Wilson macht House ein paar Vorhaltungen, dass er nie wieder als Arzt arbeiten könne und sein Leben nie wieder wird aufnehmen können, freut sich aber sichtlich, als klar wird, dass House die Wilson verbleibenden Monate mit ihm verbringen kann. Kurze Abschnitte zeigen, wie House das Leben seiner Teammitglieder positiv beeinflusst hat. In der finalen Szene sind House und Wilson gemeinsam auf Motorrädern im Land unterwegs. Hauptdiagnose: Autoimmunerkrankung wegen Inhalation eines Stücks Pflanzenmaterials |           |                                 |                     |                         |                                        |                    |                                                              |